# Gebrüder Ziller
Die Gebrüder Ziller waren zwei Baumeister des 19. Jahrhunderts in der sächsischen Lößnitz nordwestlich von Dresden, heute Radebeuler Stadtgebiet. Moritz Gustav Ferdinand Ziller (* 28. September 1838 in Serkowitz, heute Radebeul-Oberlößnitz; † 11. Oktober 1895 in Serkowitz, heute Radebeul-Serkowitz) erlernte als Baumeister, einer Familientradition der Baumeisterfamilie Ziller bereits in dritter Generation folgend, einen Bauberuf und trat 1859 in das Baumeistergeschäft von Vater Christian Gottlieb Ziller in Oberlößnitz ein. Im Jahr des 60. Geburtstags des Vaters 1867 kehrte der jüngere Bruder, Baumeister Gustav Ludwig Ziller (* 3. April 1842 in Oberlößnitz; † 27. Februar 1901 in Serkowitz), aus der Fremde zurück, und Moritz und Gustav firmierten das väterliche Baugeschäft zur Baufirma „Gebrüder Ziller“, oft kurz „Gebr. Ziller“, um, die kurze Zeit später ihr Geschäftslokal auf der anderen Straßenseite in Serkowitz eröffnete.
Von der Gründerzeit bis zur folgenden Jahrhundertwende war die Baufirma „Gebrüder Ziller“ maßgeblich beteiligt am Bauboom in den Lößnitzortschaften, neben Wettbewerbern wie den Baufirmen der Gebrüder Große, Adolf Neumanns oder F. W. Eisolds. Die „Gebrüder Ziller“ hatten mit 30 bis 40, in Spitzenzeiten über 70, Mitarbeitern das größte Unternehmen dieser Branche in der Region. Besonders in Nieder- und Oberlößnitz sowie der daran angrenzenden Feldflur von Serkowitz und Radebeul kauften sie größere Flächen auf, insbesondere auch aufgelassene Weinberge, um sie zu parzellieren und zu erschließen. Anschließend errichteten sie darauf straßenweise Landhäuser und Villen auf eigene Kosten, auf Kundenauftrag oder vergaben die Grundstücke an Eigentümer mit eigenen Architekten. Fertige Häuser wurden durch ihren Bruder Otto, Kaufmann und Besitzer des Lößnitzwarenhauses, vermarktet.
Zur Erhöhung der Wohnattraktivität kamen Gestaltungen im Öffentlichen Raum mit Plätzen, Figuren, Rondellen und Springbrunnen, die durch das zillereigene Wasserwerk im Lößnitzgrund gespeist wurden. Dadurch erfolgte eine auch heute noch wirksame Prägung des Radebeuler Stadtbilds als Villen- und Gartenstadt.
Im Sinne von „alles aus einer Hand“ betrieben die Zillers ihr eigenes Entwurfsbüro, hatten eigene Steinbrüche, ein Sägewerk und einen Holzplatz, dazu erledigten sie alle Gewerke und alle Materialtransporte selbst und beschafften auch die Kunstwerke zur Aufstellung im öffentlichen oder privaten Raum.
Als leistungsfähiges Unternehmen der Region waren sie auch für Großbauten verantwortlich wie für das Krankenhaus in Niederlößnitz, das Gymnasium Luisenstift, den Umbau der Friedenskirche in Kötzschenbroda und der Emmauskirche in Kaditz, der Friedensburg, das Bilz-Sanatorium und diverse mehr.
„Die genaue Zahl der Zillerschen Bauten ist [jedoch] wegen der noch unzureichenden Quellenauswertung [bisher] nicht bekannt. Aufgrund einzelner Bauten von hoher Qualität, aber auch durch die Prägung des Stadtbilds wurden Ziller-Bauten [bereits] in frühere Denkmallisten, in größerer Zahl aber in die Denkmalliste von 1991 aufgenommen […]“.

Firmenwerbung

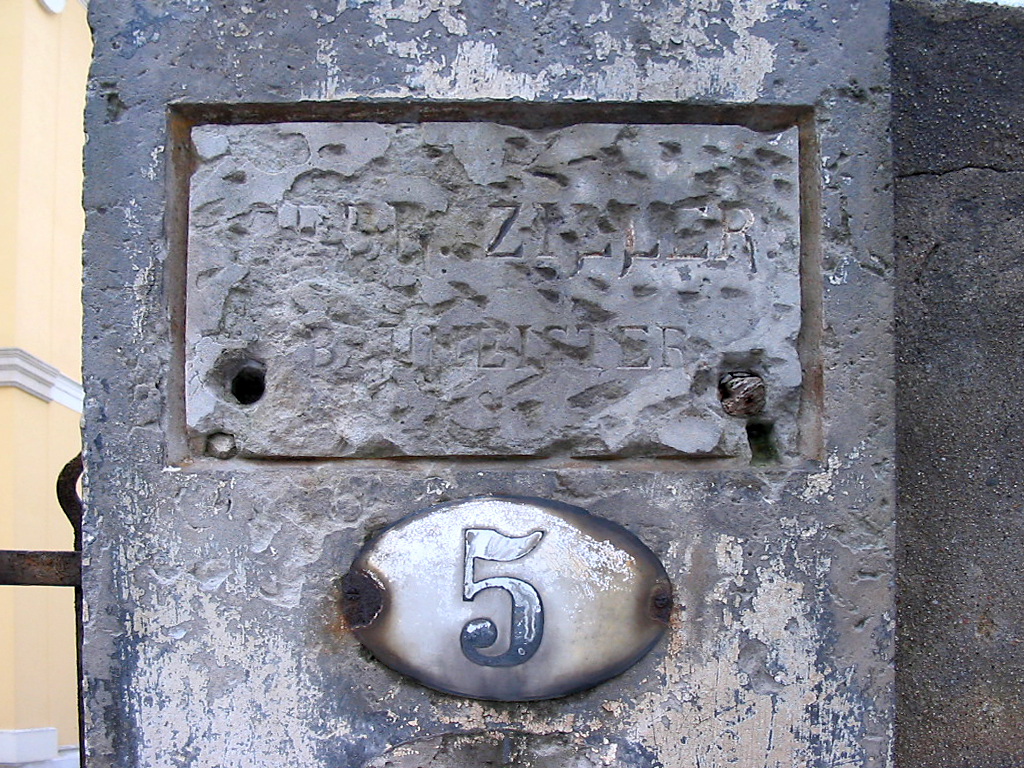
GEBR. ZILLER.
BAUMEISTER
Firmenschild, abgeschlagen und lange überputzt, heute wieder freigelegt und in der Vergrößerung noch zu lesen.

## Leben und Wirken

### Moritz’ frühe Jahre

Moritz Ziller in historischem Kostüm, 1881

Marie und Gustav Ziller

Die zwei ältesten Söhne des Baumeisters Christian Gottlieb Ziller, Ernst Moritz Theodor (Ernst) (1837–1923) und Moritz Gustav Ferdinand (Moritz) wurden beide in dem Haus im heutigen Augustusweg 4 auf Serkowitzer Weinbergsflur geboren und am 6. August 1839, mit der Gründung der Gemeinde Oberlößnitz, deren Einwohner. Beide lernten Handwerksberufe, Ernst Maurermeister und Moritz Zimmermeister. Die notwendige theoretische Schulung erhielten sie vom Vater, vor allem im Winter, wenn das Baugeschehen ruhte. Ernst besuchte zusätzlich von 1855 bis 1858 das Bauatelier der Akademie der Bildenden Künste zu Dresden (Semper-Nicolai-Schule), wo er im zweiten Jahr eine bronzene und im dritten Jahr eine silberne Medaille erhielt.
Die beiden Brüder gingen nach Leipzig zu dem befreundeten Steinmetzmeister Einsiedeln und wollten von dort zusammen nach Berlin beziehungsweise Potsdam gehen, wo ihr Onkel Christian Heinrich Ziller (1791–1868) wirkte. Auf Anraten Einsiedelns gingen sie jedoch in das „solidere“ Wien. Moritz fand schnell Arbeit als Zimmermann, Ernst dagegen arbeitete als Zeichner im Büro des klassischen dänischen Architekten Theophil von Hansen. Bereits ein halbes Jahr später ging Hansen zur Vorbereitung seines Baus der Athener Akademie nach Griechenland, derweil die beiden Brüder Ernst und Moritz nach Dresden zurückkehrten, um im Winter am Bauatelier der Akademie der Bildenden Künste ihre Kenntnisse zu vertiefen. Während Moritz im Sommer 1859 in das väterliche Baumeistergeschäft in der Oberlößnitz eintrat, kehrte Ernst auf ein Angebot von Hansen hin zu ihm nach Wien zurück, von wo aus sie nach Athen gingen, Ernst Zillers künftiger Wirkungsstätte.
Ab 1862 verzeichnen die einheimischen Bauakten „Ziller jun.“ beziehungsweise Moritz Ziller als Bauverantwortlichen, 1864 übernahm er das väterliche Baugeschäft. So entstanden in diesen Jahren der Umbau von Haus Albertsberg, ein Anbau an das Landhaus Mehlhorn sowie der Bau der Villa Waldhof, die viele Jahre später in den Besitz seiner Schwester Helene Ziller (1843–1918) kam, die dort eine Familienpension betrieb. Die unverheiratete Helene hatte bis zu Moritz’ Heirat im Jahr 1890 dessen Haushalt geführt. Von Moritz stammte auch das schlossartige Herrenhaus auf der Gutsanlage von Curt Robert von Welck sowie der Umbau der Villa von Josef Rudolf Lewy-Hoffmann.

### Gustavs frühe Jahre
Der jüngere, in Oberlößnitz geborene, Bruder Gustav Ludwig (Gustav) studierte nach seiner Maurermeisterausbildung an der Bauschule und danach an der Dresdner Akademie der Bildenden Künste. Anschließend ging er nach Wien zu seinem Bruder Ernst, wo er eine Zeit lang mit ihm als Entwerfer im Büro von Theophil von Hansen arbeitete. Von Wien aus machte Gustav Studienreisen nach Rom, Florenz, Venedig und in die Toskana, auf denen er, ein „begnadeter Künstler“, seine künstlerische Ader weiterbildete und sich mit der oberitalienischen Architektur vertraut machte. Auf dringliche Bitten des Vaters gab Gustav der Familienräson nach und kehrte nach einigen Verzögerungen 1867 in die Lößnitz zurück.

### Baufirma „Gebrüder Ziller“
Da immer mehr Baufirmen in die stark wachsende Region der Lößnitz drängten, wollte der Vater Christian Gottlieb die Firma rechtzeitig an seine Kinder als Nachfolger übergeben. Auf seine Bitten hin kehrte 1867 der entwurfsstarke und künstlerisch versierte Gustav im Jahr des 60. Geburtstags des Vaters aus der Fremde zurück, um den in kaufmännischen Dingen starken und auf die Anlage von Gärten, Außenanlagen und Plätzen spezialisierten älteren Bruder Moritz zu ergänzen. Im gleichen Jahr 1867 wurde die gut eingeführte väterliche Baufirma in Oberlößnitz von den beiden Brüdern in Baufirma „Gebrüder Ziller, Oberlößnitz“ umfirmiert.
Im Jahr 1869 errichtete sich Gustav auf der gegenüberliegenden Straßenseite, die bereits zu Serkowitz gehörte, sein Wohnhaus, eine große landhausartige Villa (Hauptstraße 2, heute Augustusweg 3). Dort führte ihm seine jüngere Schwester Pauline Henriette Antonie (Pauline) (1845–1937) den Haushalt, bis er 1886 Johanna Sophie Marie (Marie) (1862–1910) heiratete, eine Tochter des Dresdner Geheimen Regierungsrats Otto Hennig, deren Elternhaus in der damaligen Sophienstraße eine Ziller-Villa war. Die Hochzeitsreise führte nach Griechenland, u. a. auch zum älteren Bruder Ernst Ziller in Athen.

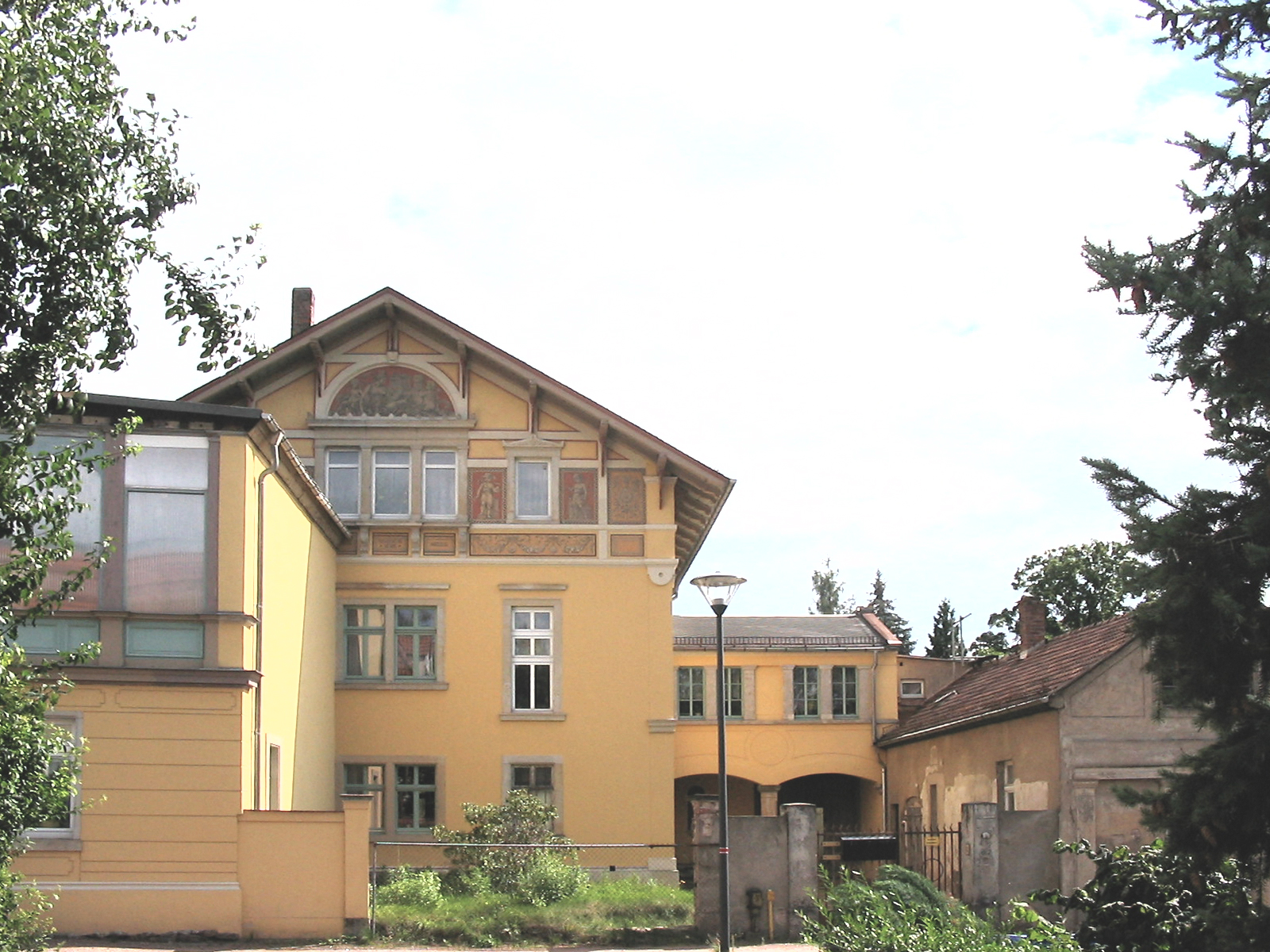
Geschäftslokal Gebrüder Ziller, vom Augustusweg aus. li. der Ateliersaal, re. das Planarchiv (unsaniert)

Im Jahr 1870 folgte auf dem Nachbargrundstück (Hauptstraße 3, heute Augustusweg 5) das Wohnhaus für Moritz. Dort führte die jüngere Schwester Helene Mathilde Angelika (Helene) (1843–1918) den Haushalt, bis Moritz 1890 heiratete. Dieses Wohnhaus wurde durch Anbau eines Ateliersaals sowie eines Planarchivs zum Geschäftslokal Gebrüder Ziller, welches ebenfalls in Serkowitz lag, auch wenn die Firma wegen des besseren Namens weiterhin mit seinem Namenszusatz Oberlößnitz warb, wo sie, nur über die Straße hinweg, als väterliche Firma gelegen hatte (Augustusweg 4). Der Werkplatz befand sich direkt auf der gegenüberliegenden Straßenseite des Geschäftslokals und konnte von dort aus eingesehen werden. Die Schwester Helene erhielt später die Villa Waldhof, um dort für ihr Auskommen eine Familienpension zu betreiben.
Der zwischen den beiden Gebrüdern liegende Otto Heinrich (Otto) (1840–1914) erlernte keinen Bauberuf, sollte für die Zillers jedoch sehr wichtig werden. Er ergriff den Beruf des Kaufmanns und baute auf einem Nachbargrundstück zu den Brüdern (Hauptstraße 4, heute Augustusweg 11 / Ecke Nizzastraße) ein großes Haus, in dem er das Lößnitzwarenhaus betrieb, ein Geschäft für Kolonialwaren, Delikatessen, Sämereien und Porzellan, in dem auch Karl May seine Einkäufe machte. Da es teilweise über ein Jahr dauerte, bis die auf eigene Rechnung als Bauträger fertiggestellten Häuser verkauft werden konnten, übernahm der Bruder den „Nachweis von Miethwohnungen und verkäufliche[m] Grundbesitz für Oberlößnitz und Umgegend durch Otto Ziller, Colonialwaarenhandlung in Oberlößnitz, Hauptstr. Nr. 4.“ Otto übernahm damit die Makelei für die Geschwister, wenn diese nicht im Auftrag, sondern auf eigene Rechnung bauten. Unter anderem verkaufte er 1895 ein bereits fertiggestelltes Haus auf einem Grundstück südlich der neuerrichteten Lutherkirche, das unter seinem neuen Besitzer Karl May als Villa Shatterhand bekannt wurde.
Ottos jüngster Sohn Curt Ziller (1876–1945) wurde auch Architekt und arbeitete in Württemberg als Baurat. Bei einem Besuch in Sachsen im Jahr 1945 wurde er abgeholt und ist verschollen.

#### Firmenprofil

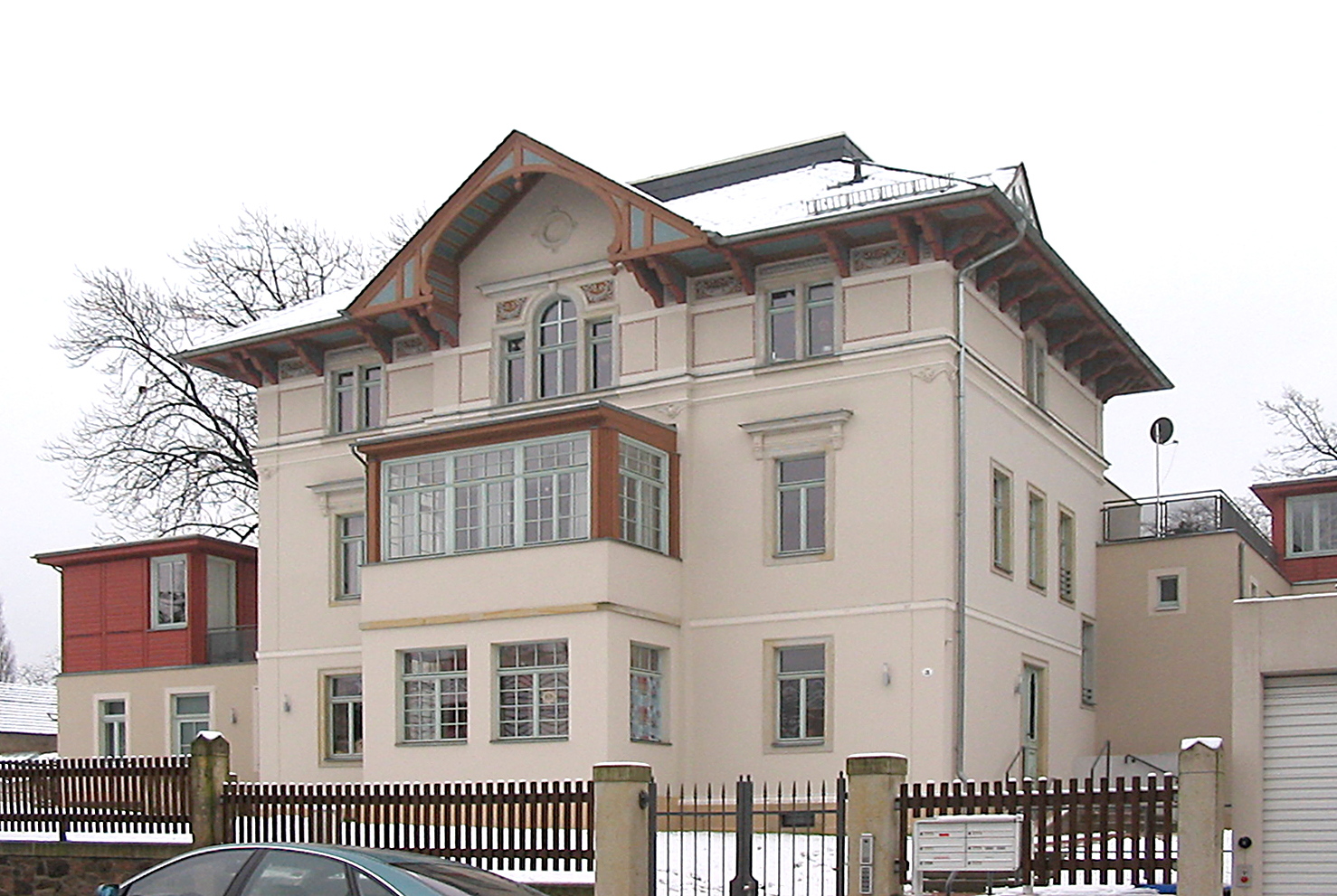
Villa Gustav Ziller

Die beiden Baumeister Moritz und Gustav ergänzten sich. Moritz führte das Unternehmen in wirtschaftlicher Hinsicht und war darüber hinaus verantwortlich für die Garten- und Außenanlagengestaltung. Aus diesem Faible ergaben sich im öffentlichen Raum die heute noch bestehenden Plätze mit Brunnenanlagen beziehungsweise Straßeneingangs-Situationen mit aufgestellten Figuren und die bereits angelegten Außenanlagen von Häusern, die komplett an die kaufende Kundschaft übergeben wurden. Gustav dagegen war der Architekt und Entwerfer, er stand für das „Bureau für Architektur und Bauausführungen“. Dort entstanden nicht nur die vielen Entwürfe für die Bauten der Gebrüder selbst, sondern auch Entwürfe, die dann von anderen ansässigen Baufirmen wie beispielsweise F. W. Eisold realisiert wurden.

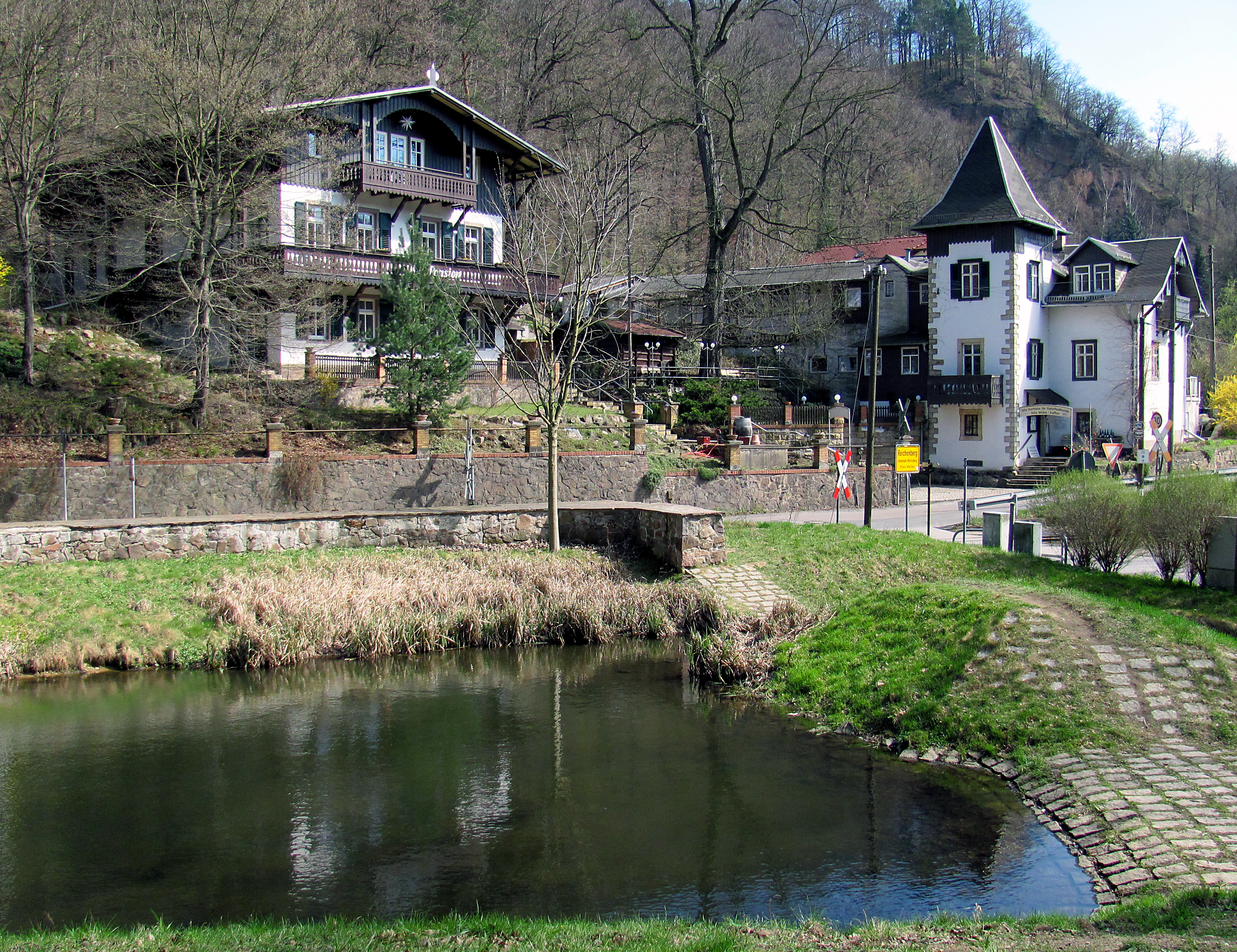
Schweizerhaus im Lößnitzgrund, nun Bilz-Kurhaus mit Pension, im Vordergrund: Mühlenteich der Meierei

Die Gebrüder Ziller besaßen eigene Steinbrüche, aus denen sie sich versorgten, und ein eigenes Sägewerk. Dazu hatten sie im Lößnitzgrund die Meierei erworben, eine wassergetriebene Mahl- und Schneidemühle, die sie 1881 auf Dampfbetrieb umstellten. Für Sandsteine wie auch für das selbstgeschnittene Nutz- und Brennholz besaßen sie eine eigene Niederlage. Mit ihren Maurerkolonnen sowie den eigenen Werkstätten für Zimmerer-, Tischler-, Glaser- und Steinmetzarbeiten beschäftigten die beiden Brüder bis zu 77 Leute, von denen viele im Laufe der Zeit eine Silberne Medaille erhielten für 25 Jahre Betriebszugehörigkeit. Während die Gewerke einerseits zum Teil nicht ausreichten, um alle Arbeiten zu schaffen, und die Gebrüder deshalb zeitweise Baufirmen aus der Umgegend mitbeschäftigen mussten, nahmen die Zillers andererseits auch Aufträge an, bei denen sie nur einzelne Gewerke zuarbeiteten wie beim Teilabriss und Neuaufbau der Kirche zu Kötzschenbroda oder aber auch beim Bau der Villa Kolbe.
So sanierte das Unternehmen bestehende Gebäude oder erweiterte sie und war in der Lößnitz „vorrangig beteiligt“, im Kundenauftrag wie auch auf eigene Rechnung viele neue Häuser zu errichten, darunter die eigenen Spezialitäten der Villen im Schweizerstil und der Toskanischen Villen, die schon vom Vater stammten. Die Baufirma „Gebrüder Ziller“ errichtete auf Kundenwunsch aber auch die mehr an die sächsische Semper-Nicolai-Schule erinnernden Gebäude, wie sie die Wettbewerber erstellten. Darüber hinaus verkauften die Zillers auf den wegen der Reblauskatastrophe günstig erworbenen Flächen von ihnen durch eine neue Straße erschlossene Bauplätze und überließen es anderen, dort Häuser zu bauen.

#### Bauten

##### „Bureau für Architektur und Bauausführungen“

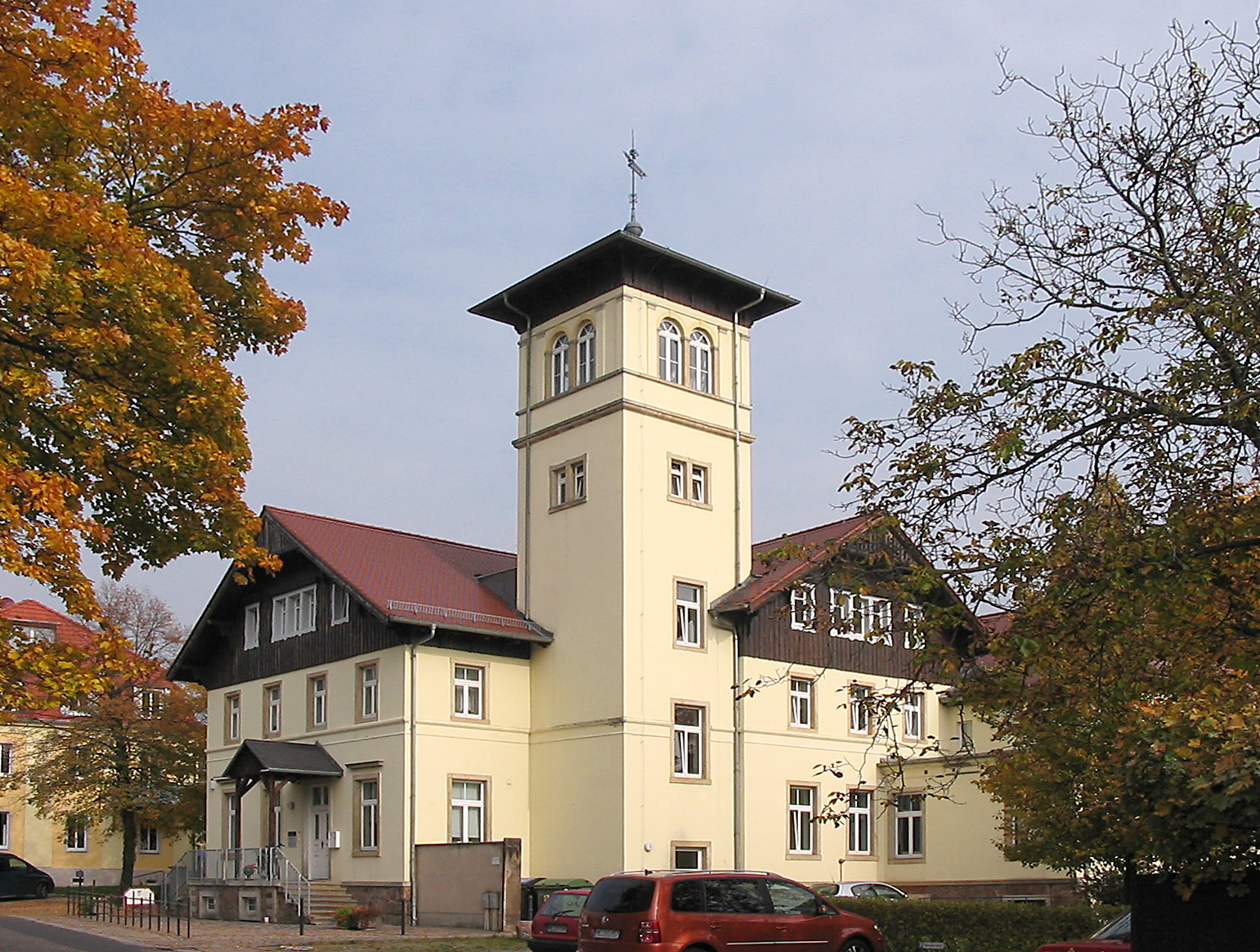
Albertschlösschen

In dem großen Ateliersaal auf dem Grundstück des Geschäftslokals betrieben die beiden Brüder ihr Architekturbüro, das auch für andere Baumeister und Baufirmen arbeitete. Dort entstanden die teilweise etwas anders als die der Wettbewerber aussehenden Gebäude: Häuser im Schweizerstil waren einmalig in der Lößnitz, ebenso waren die toskanischen Villen eine Spezialität der Zillerfamilie bereits seit Zeiten des Vaters. Auch die historistischen Villen sahen etwas anders aus. Die meisten der anderen Baumeister in der Lößnitz waren hauptsächlich mit der in Dresden gelehrten Semper-Nicolai-Schule vertraut. Die beiden Zillerbrüder jedoch hatten zwar auch diese studiert, vor allem Gustav war jedoch zusätzlich durch seine internationalen Erfahrungen geprägt, sei es in Wien bei Theophil von Hansen oder auf seinen norditalienischen Studienreisen. Darüber hinaus ist bekannt, dass mit dem großen Bruder Ernst Ziller in Athen ein reger Kontakt herrschte. Und möglicherweise bestand auch Kontakt zu dem Cousin Hermann Ziller in Berlin.
Die von dem Serkowitzer Baumeister und Fabrikanten Friedrich Wilhelm Eisold gegründete Baufirma F. W. Eisold, die selbst auch drei Generationen lang im Besitz von Baumeistern und Architekten war und ähnlich wie die Gebrüder Ziller ganze Straßen erschloss und bebaute, ließ dort einige Objekte von den Gebrüdern Ziller entwerfen. So entstand 1875 im Zillerschen Ateliersaal der Entwurf für das Albertschlösschen, den „Neubau eines feinen Restaurants verbunden mit Conditorei“, benannt nach dem seinerzeitigen sächsischen König Albert. Auch die 1882 durch den Statistiker und Sozialökonomen Ernst Engel bezogene Villa Engel wurde nach einem 1879 entstandenen Entwurf der Gebrüder Ziller durch die Baufirma F.W. Eisold errichtet. Im Jahr 1877 entwarf Gustav Ziller eine als Baugruppe komponierte, landhausartige Villa (siehe beispielsweise Sophienhof), die die Gebrüder Ziller auch selbst mehrfach errichteten. Er wandelte diesen Entwurf 1879 für die Baufirma F. W. Eisold ab, die diesen in der Pestalozzistraße 39 als Gruppenbau errichtete.
Der Bauunternehmer Carl Christian Petzold ließ sich für ein bereits bestehendes Gebäude im Schweizerstil in der Borstraße 17 im Jahr 1872 Anbauten sowie ein freistehendes Gärtnerhaus Borstraße 17a entwerfen. Im Jahr 1876 entstand die große Villa Borstraße 11, 1878 folgte auf dem Grundstück Nr. 19 der Entwurf für die landhausartige Villa Elisa.

##### Baugewerke

Villa Kolbe 1897

Die Handwerker der Gebrüder Ziller übernahmen teilweise auch einzelne Gewerke. So führten sie für den bauverantwortlichen Architekten Karl Weißbach 1884/1885 beim teilweisen Neubau der Kötzschenbrodaer Kirche die Abbrucharbeiten sowie anschließend die Rüst- und Zimmererarbeiten durch. Beim Bau der Villa Kolbe, einer „der aufwendigsten und architektonisch qualitätsvollsten Villen von Radebeul und seiner weiteren Umgebung“, übernahmen sie 1890/1891 für den planenden Charlottenburger Architekten Otto March, Sohn des Tonwarenfabrikanten Ernst March, dessen Firma die Zillers bereits ein Jahrzehnt mit Terracottafiguren belieferte, die Ausführung aller Maurerarbeiten. Beim Bau des Steinbachhauses für das Progymnasium für die Lößnitz 1906/1907 waren es die Erd- und Maurerarbeiten.
Nicht nur ihr eigener jüngster Bruder, der Architekt Paul Ziller, ließ 1903 das von ihm entworfene May-Grabmal von den Gebrüdern Ziller errichten. Der Architekt Oswald Haenel ließ 1894/1895 seine eigene Wohn- und Bürovilla in der Weinbergstraße 40 erbauen, ebenso wie im gleichen Zeitraum das Landhaus für August Radloff auf dem Nachbargrundstück. Auch seine für August Koebig entworfene Villa aus dem Jahr 1900/1901 bauten die Ziller-Brüder. Der Architekt Carl Käfer, der ebenfalls nur ein Entwurfsbüro betrieb, ließ einige seiner Werke durch die Gebrüder Ziller errichten, so 1889 die Villa Käthe oder 1895 die Mietvilla Ernst Gottlieb Hoffmann in der Heinrichstraße 1.
Für das bis 1895 errichtete Schloss Lössnitz, das Haus II des Bilz-Sanatoriums, erstellten die Zillers, neben dem Gebäude selbst, für die entwerfenden Dresdner Architekten Oscar Wend & Paul Eger auch sämtliche Ausführungsplanungen.

##### Infrastruktur
Die Gebrüder Ziller beteiligten sich in der Lößnitz an der gewerblichen Wasserversorgung. Als durch den Bauboom die bestehenden Gemeindebrunnen sowie die Anschlüsse an die teilweise seit dem 17. Jahrhundert betriebenen Röhrleitungen nicht mehr ausreichten, verlegten die Gebrüder Ziller 1867/1868 zur Versorgung von Oberlößnitz eine eiserne Wasserleitung, von Wahnsdorf kommend, die aus Quellen gespeist wurde. Als sich diese, das natürliche Gefälle nutzende, Leitung nicht bewährte, erbauten die Zillers 1870 bis 1876 das nach ihnen benannte Zillersche Wasserwerk im Lößnitzgrund, das aus zwei Sammelbrunnen und einem Pumpwerk bestand. Das Pumpwerk wurde durch zwei Dampfmaschinen betrieben. Zu dem Wasserwerk gehörte noch ein 400 Kubikmeter fassender Hochbehälter auf dem Jägerberg. Über diese Wasserversorgung schafften die Zillerbrüder es, neben zahlreichen Endverbrauchern auch diverse öffentliche Brunnen sowie Fontänen zu speisen, wie beispielsweise diejenige auf dem Fontainenplatz in der Dr.-Schmincke-Allee.
Bis 1890 stieg die Zahl der Anschlüsse auf 150. Im Jahr 1891 erfolgte die Umwandlung in die Aktiengesellschaft Neubrunn, an der die Gebrüder Ziller sowie alle Wasserabnehmer beteiligt waren. Deren Aufsichtsratsvorsitzender wurde der in Serkowitz lebende Statistiker Ernst Engel. Die bestehenden Anlagen wurden 1895 durch den bis heute betriebenen Neubau des Wasserwerks an der Neubrunnstraße ergänzt. Die Aktiengesellschaft ging 1901, im Todesjahr Gustav Zillers, in die Trägerschaft der angeschlossenen Verbandsgemeinden Oberlößnitz, Serkowitz und Radebeul über. Das Zillersche Wasserwerk im Lößnitzgrund war noch bis 1923 in Betrieb. Das zu Zeiten der Zillers errichtete Wasserwerk an der Neubrunnstraße sichert auch heute als Hauptwerk den Betrieb der Radebeuler Wasserbetriebe, der Großteil des Wassers wird inzwischen aus dem Dresdner Netz bezogen.

##### Öffentlicher und Gewerbebau

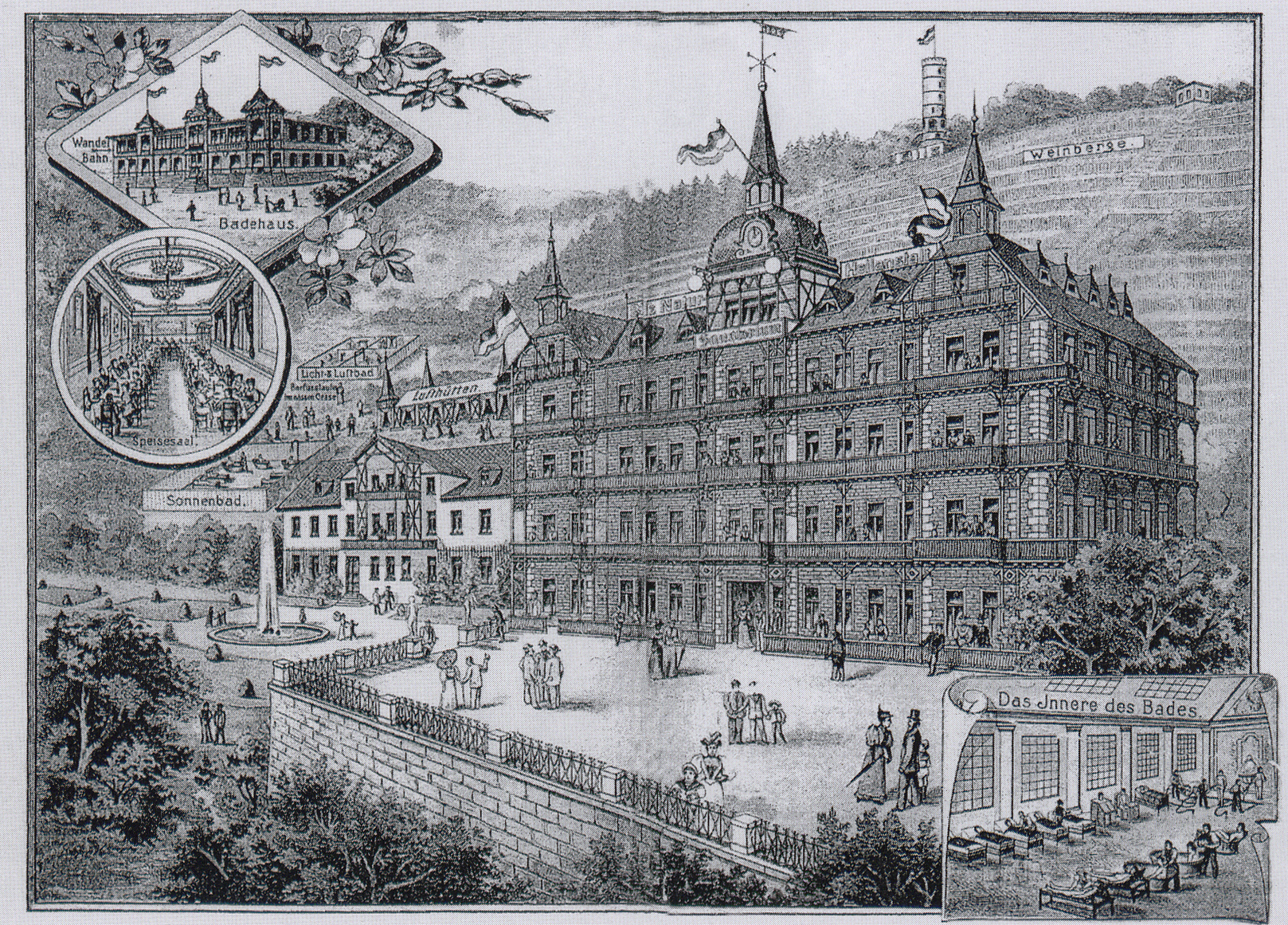
Bilz-Sanatorium 1897, im Vordergrund rechts: Schloss Lössnitz

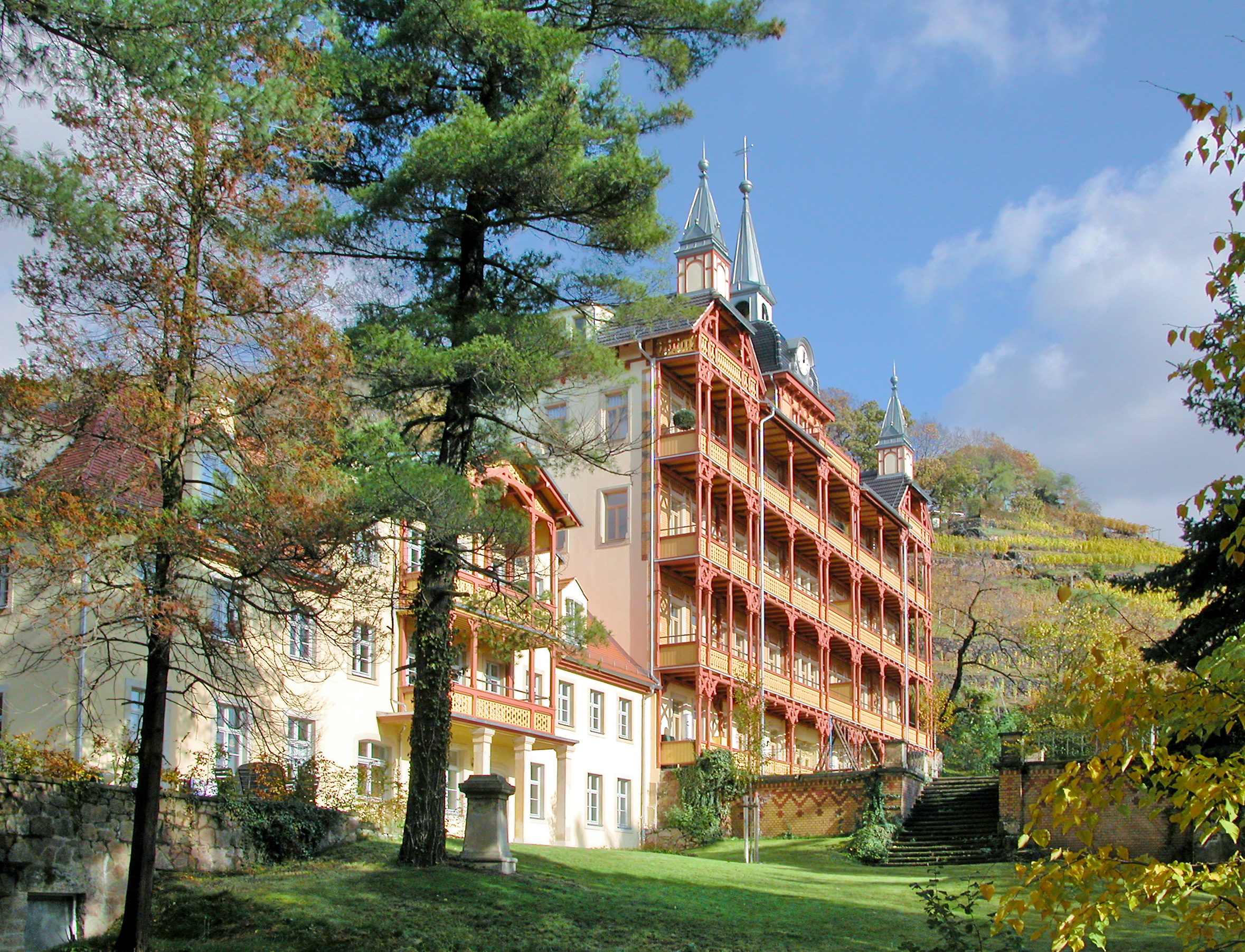
Radebeul: Bilz-Sanatorium Schloss Lössnitz (Zustand 2008)

Die Gebrüder Ziller schafften es schon kurz nach ihrer Umgründung, im Bereich des öffentlichen und Gewerbebaus ihrer Heimatregion tätig zu werden. So erhielten sie 1869 den Auftrag, den Kirchturm ihrer Kirche in Kaditz, einer Filialkirche von Kötzschenbroda, zu erneuern, woran sich 1887/1888 der Umbau nebst Gotisierung der kompletten Emmauskirche Kaditz anschloss. Bereits in den Jahren 1884/1885 hatten die Zillerbrüder beim teilweisen Neubau der Kötzschenbrodaer Kirche die Aufgabe der Abbrucharbeiten sowie anschließend die Rüst- und Zimmererarbeiten übernommen. Das heutige Katholische Pfarramt aus den Jahren 1876 bis 1878 wurde dagegen zu jener Zeit als privates Gebäude im Stil einer römischen Villa für den Bauunternehmer Carl Christian Petzold errichtet.
Im Jahr 1873 erhielten die „Gebr. Ziller“ von der Diakonissenanstalt zu Dresden die Aufgabe, deren 1849 als erstes Krankenhaus in der Umgebung von Dresden errichtetes Steinernes Haus aufzustocken und umzubauen. Bis 2008 befand sich in dem Gebäude am Eingang zum Radebeuler Krankenhaus (Heinrich-Zille-Straße 13/13a) die Bethesda-Apotheke. Von 1876 bis 1879 errichteten die Zillerbrüder hinter dem Steinernen Haus das Siechenhaus „Bethesda“, das heute als Haus I des Radebeuler Elblandklinikums dient. Direkt daneben entstand 1869/1870 als faktischer Neubau die Besserungsanstalt „Talitha Kumi“ für gefallene Mädchen, auch Magdalenenasyl genannt, ebenfalls im Besitz der Dresdner Diakonissen. Dieses in den 1920er Jahren erweiterte heutige Altenpflegeheim nennt sich inzwischen Hedwig-Fröhlich-Haus.
Ab 1880 folgten Ergänzungsbauten für Dr. Kadners Sanatorium in Niederlößnitz, Borstraße 9, dessen erstes Gebäude ihr Vater Christian Heinrich bereits im Jahr 1850 errichtet hatte. In den Jahren 1894/1895 ließ sich Eduard Bilz für sein Bilz-Sanatorium das Schloss Lössnitz errichten. Dieses ist das größte Gebäude im Schweizerstil in der gesamten Radebeuler Flur.

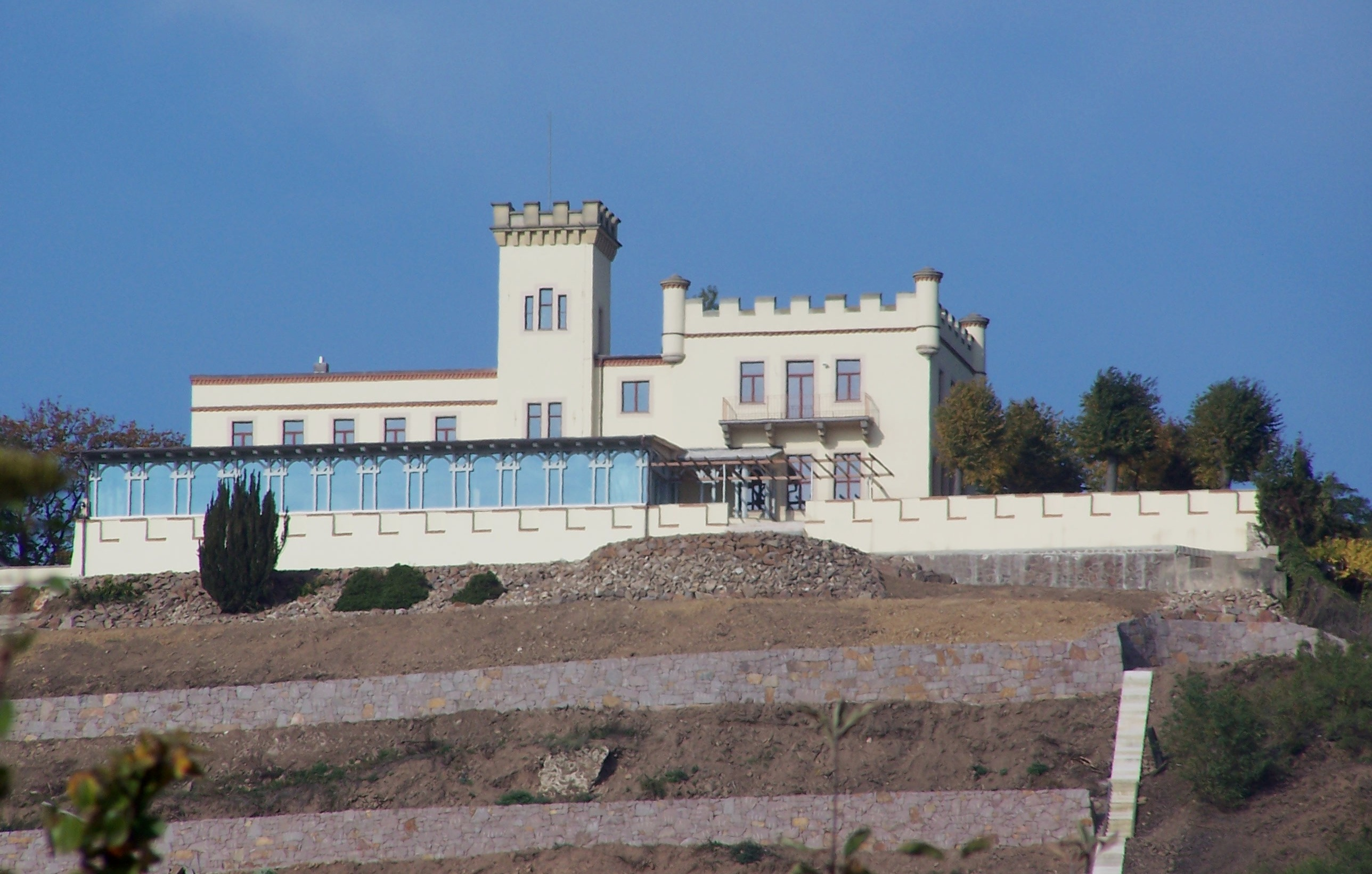
Friedensburg mit Trockenmauersanierung und anschließender Neuaufrebung (2008) im Radebeuler Steinrücken

Auch das 1868–1870 erbaute heutige Gymnasium Luisenstift entstand als Bau der Dresdner Diakonissenanstalt. Diese verlegte die 1857 von Louise Henriette von Mangoldt in Tharandt gegründete Schule, die der Anstalt vererbt worden war, nach Niederlößnitz, wo sie sich durch die Gebrüder Ziller für die inzwischen Luisenstift genannte, evangelische Schule für begüterte Töchter einen Neubau errichten ließ. Von 1874 bis 1875 bauten die Brüder die Serkowitzer Schule, nachdem die Serkowitzer Kinder fast 250 Jahre lang bis nach Kaditz in das dortige Schulhaus gehen mussten. Die Serkowitzer Schule in der Straße des Friedens 35 ist seit 1905 ein privates Wohnhaus.
Die 1870/1871 auf der Bergkante über Niederlößnitz errichtete Friedensburg war wohl das erste Gasthaus, das die Zillerbrüder errichteten. Ihm folgte 1875 der Ziller-Entwurf für das Albertschlösschen, einen „Neubau eines feinen Restaurants verbunden mit Conditorei“, das die Baufirma F. W. Eisold nahe der Meißner Straße in Serkowitz errichtete. In den Jahren 1881/1882 baute sich Moritz Ziller die Meierei um. Er hatte dieses große Mühlenanwesen im Lößnitzgrund erworben. Die Mühle selbst verwendete die Firma als eigenes Sägewerk, während die Gebrüder daneben als Ausflugsziel auf eigene Kosten eine Landgaststätte einrichteten, die sie anschließend einem Pächter zur Bewirtschaftung übergaben.
Im Lößnitzgrund hatten sie vorher schon, in den Jahren um 1875, das eigentliche Wasserwerk der von ihnen betriebenen Zillerschen Wasserversorgung erbaut. Ein Vierteljahrhundert später errichtete die Firma 1903 ebenfalls im Lößnitzgrund das Haus A des Elektrizitätswerks Niederlößnitz, den Verwaltungsbau, der anstelle der dort vorher stehenden Pönitzschmühle errichtet wurde.

##### Wohnbau an bestehenden Gebäuden

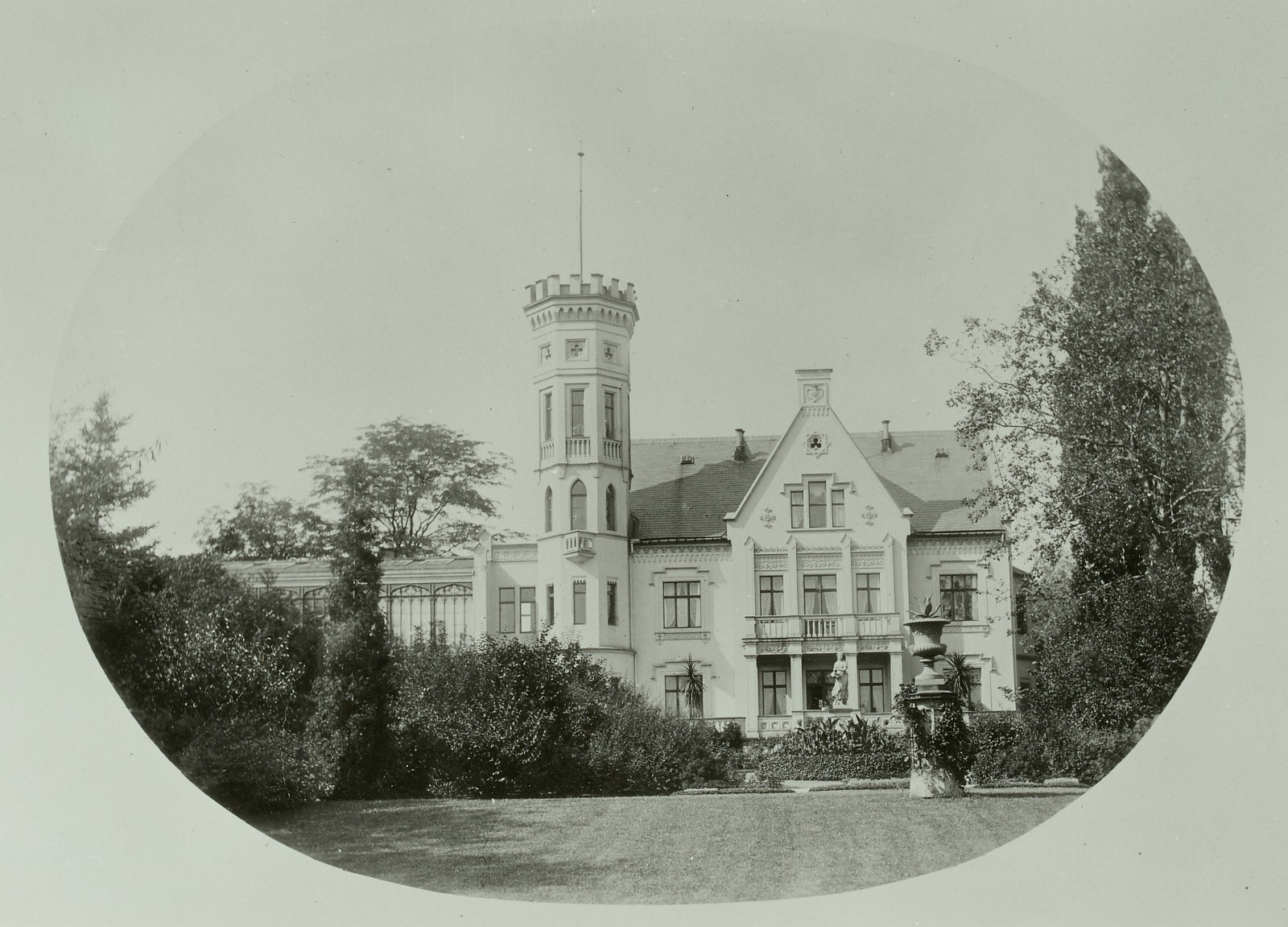
Mohrenhaus, Gartenseite, Foto von E.A. Donadini, um 1900. Zustand nach Zillerschem Umbau.

Als erfolgreiche und leistungsstarke Baumeister ihrer Region waren Moritz und Gustav Ziller für zahlreiche Bauvorhaben an für die Lößnitz bedeutenden, heute im Regelfall unter Denkmalschutz stehenden Gebäuden verantwortlich. Moritz Ziller hatte bereits 1862 für einen neuen Besitzer den Umbau des spätbarocken Herrenhauses Albertsburg in ein Gebäude im Schweizerstil mit gotisierenden Elementen vorgenommen. Die Erbin (oder Witwe) des Besitzers ließ das Gebäude bereits 1898 erneut umstilisieren, diesmal barockisierte der Architekt Oskar Menzel das Gebäude.
Die Gebrüder Ziller führten kurz nach der Umfirmierung der väterlichen Firma von 1868 bis 1871 den faktischen Neubau des Mohrenhauses auf den Grundmauern des Vorgängerbaus aus. Der schlossähnliche Charakter des „stilvollen Schlösschens“ mit dem markanten Aussichtsturm auf achteckigem Grundriss im Stil der Neogotik mit einigen Formen des Tudorstils entstand durch Zitate von Schloss Eckberg in Dresden. Ob der zu jener Zeit ebenfalls neu entstandene Waldpark auch von den Gebrüdern Ziller angelegt wurde, ist unklar.
Im Jahr 1871 wurde das Herrenhaus Jägerberg um einen Wintergarten, den Wohnturm und einen Vorbau mit Freitreppe und Skulpturen ergänzt. Inmitten des Gartens legte Moritz Ziller ein ovales Brunnenbecken mit Fontäne an. Um 1876 erfolgte die Aufstockung von Haus Friedland. In den Jahren 1879/1880 folgte der Umbau mit Erweiterung des bestehenden Gebäudes auf der Wettinhöhe zum Schloss Wettinhöhe. Die Aufstockung des Pressraumanbaus am Bennoschlösschen geschah 1896.

##### Wohnbau nach eigenen Entwürfen

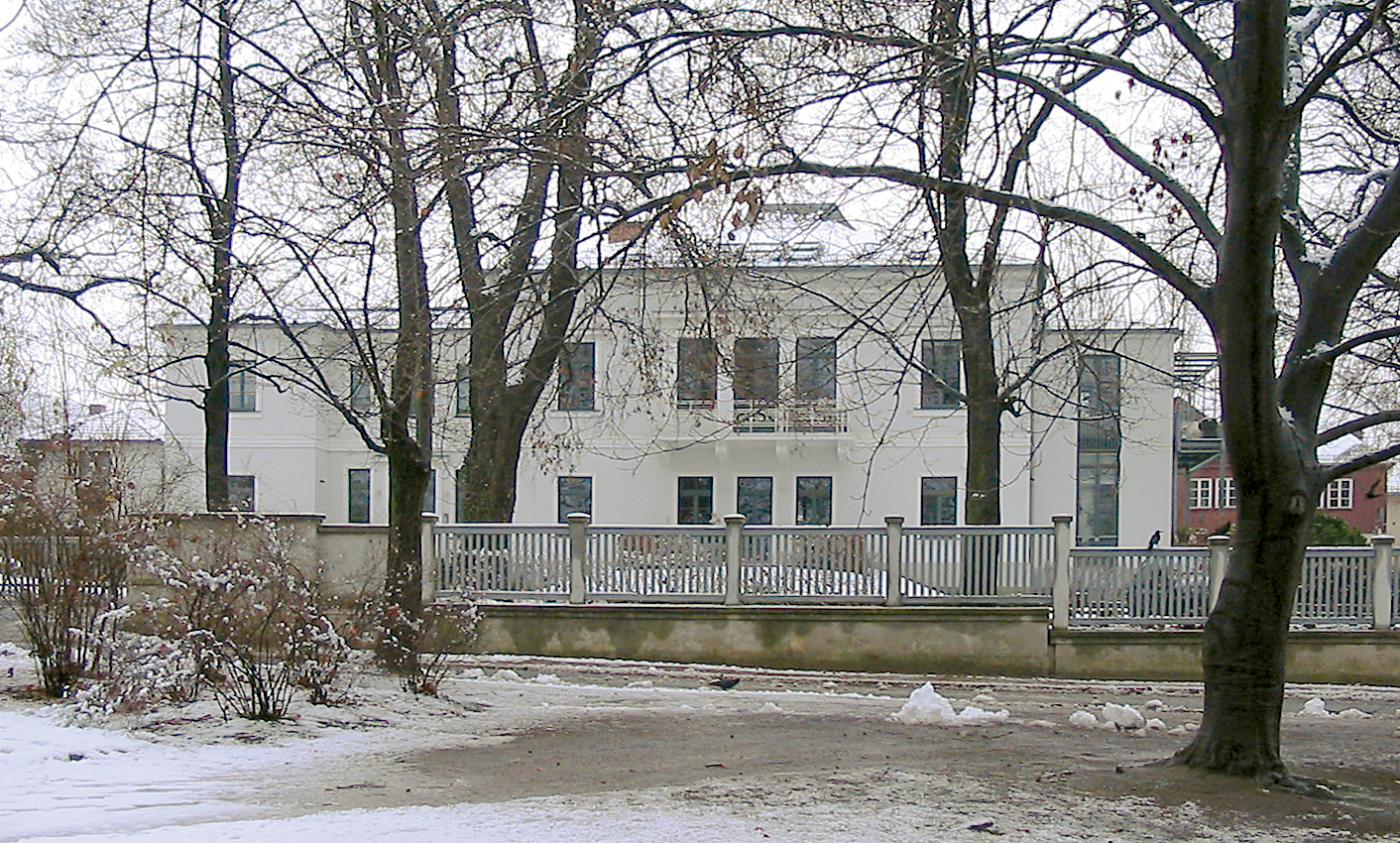
Villa Hoflößnitzstraße 6

Moritz und Gustav Ziller hatten eigene Vorstellungen über ihre Architektur, die sich daraus herleiteten, dass bereits ihr Vater einen italienischen Haustyp in die Lößnitz eingeführt hatte und dass sie selbst nicht nur die sächsische Semper-Nicolai-Schule studiert hatten wie viele ihrer Wettbewerber. Darüber hinaus hatten sie Erfahrungen in Wien gemacht. Gustav war dort bei Theophil von Hansen gewesen und war von dort aus nach Italien gefahren, um sich künstlerisch weiterzubilden und die italienische Baukunst jener Zeit zu studieren.
Die ersten eigenen Entwürfe sind Villen italienischen Typs sowie solche im Schweizerstil. Im Jahr 1865 beantragte Moritz Ziller auf eigener Parzelle den Bau einer großen Villa im Stil eines römischen Landhauses, der Villa Hoflößnitzstraße 6. Das heutige Katholische Pfarramt, eine 1876–1878 für den Bauunternehmer Carl Christian Petzold in der Borstraße 11 gebaute große Villa, wiederholt den Typus der römischen Villa. Das römische Landhaus war auch Vorbild bei der sehr viel kleineren Villa in der Zillerstraße 5.

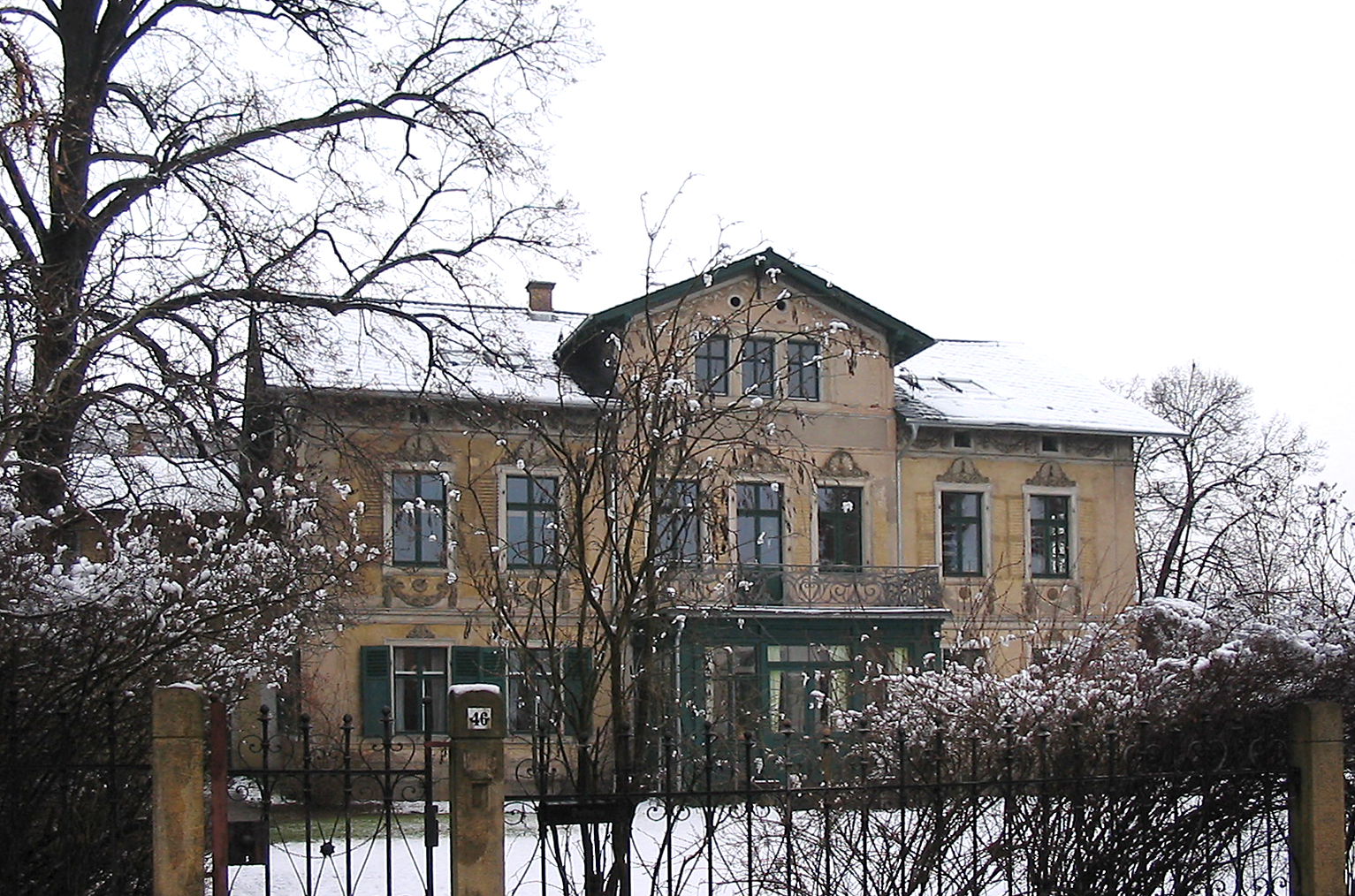
Villa Waldhof

In den Jahren 1863/1864 errichtete Moritz Ziller mit der Villa Waldhof wohl sein erstes Gebäude im Schweizerstil, dem noch viele folgen sollten. So entstand 1870 sein eigenes Wohnhaus, das auch als Geschäftslokal der Gebrüder Ziller diente, um 1871 die Villa für Herbert König oder 1878 die Villa für Ernst Grafe. Der Schweizerstil war in der Lößnitz so erfolgreich, dass er auch von anderen Architekten verwendet wurde. Während das Gärtnerhaus der Goldschmidtvilla durch den sonst eher der Semper-Nicolai-Schule anhängenden Baumeister Adolf Neumann errichtet wurde, entwarfen die Dresdner Architekten Oscar Wend & Paul Eger das Schloss Lössnitz zwar im Schweizerstil, überließen dann jedoch die Ausführungsplanung wie auch die Realisierung des größten Hauses des Bilz-Sanatoriums den Gebrüdern Ziller.
Die Ziller-Brüder entwarfen im Laufe der folgenden Jahre zahlreiche Grundtypen von Villen, Mietvillen und Landhäusern sowie Gruppenbauten, die sie aufgrund der Vorgaben der Lokalbauordnungen immer wieder variieren konnten, und aus denen sie, ausgehend vom Platzbedarf des Kunden, ein seiner Preisvorstellung entsprechendes Angebot entwickeln konnten.

##### Bauträgergeschäft

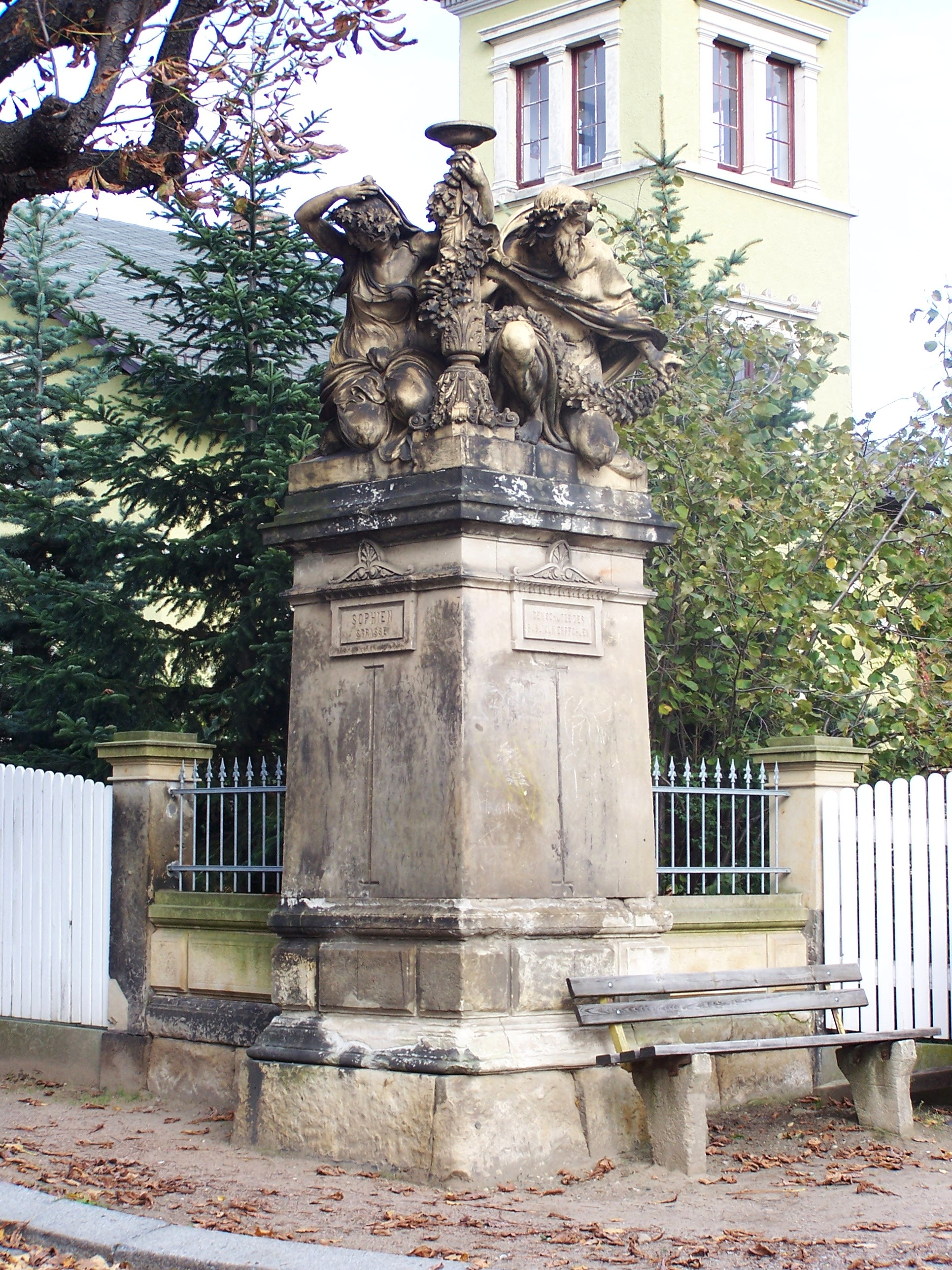
Plastiken am Anfang der ehemaligen Sophienstraße, im Sockel der eingemeißelte Straßenname. Daneben die Widmung „Dem Schutze des Publikum empfohlen“. Im Hintergrund der Turm des Sophienhofs.

Die „Gebr. Ziller“ betätigten sich auch als Projektentwickler und Bauträger. Dazu erwarben sie in der Lößnitz große Flächen, die beispielsweise als ehemalige Weinbauflächen wegen des Verbots des weiteren Weinbaus aufgrund der Reblauskatastrophe günstig zu kaufen waren, ebenso wie Flächen südlich der Meißner Straße, die von Bauern als Bauland veräußert wurden. Diese Flächen erschlossen die Gebrüder Ziller auf eigene Kosten und parzellierten sie als Bauland. In der folgenden Bauphase stellte die Baufirma „Gebrüder Ziller“ die Straßen auf eigene Kosten fertig einschließlich Straßenbegleitgrün sowie teilweise schmückender Brunnen und Kunst im öffentlichen Raum. Die fertigen Straßen wurden der Gemeinde übereignet und die dort liegenden Bauplätze zum Teil auf eigene Kosten beziehungsweise manchmal bereits im Kundenauftrag mit Villen bebaut. Freibleibende Baugrundstücke wurden teilweise verkauft, in anderen Fällen auch als Bebauungsreserve im eigenen Bestand behalten, um jederzeit der Kundschaft „in angenehmen Lagen“ Angebote machen zu können. Diese Angebote beinhalteten auch bereits fertiggestellte Häuser, die teilweise vermietet wurden und erst später an Käufer veräußert werden konnten. Die „Parzellen-Erschließung und -bebauung“ wird bei Dehio explizit erwähnt, insbesondere die der Zillerstraße und der Dr.-Schmincke-Allee, sowie auch die Plastiken in der Eduard-Bilz-Straße (ehemals Sophienstraße).
Zu den von den Gebrüdern Ziller in Gänze fertiggestellten Straßen gehörte ab 1875 die von der Landgemeinde Niederlößnitz nach der Baufirma selbst benannte Zillerstraße und der Zillerplatz sowie die ab 1889 auf dem ehemaligen Ackerland „Oberzeilen“ errichtete Planstraße XI, die 1890 durch die Gemeinde Alt-Radebeul nach Moritz Ziller Moritzstraße benannt wurde (heute Hölderlinstraße). Zu diesen Straßen gehörten in Oberlößnitz die Sophienstraße (nach einer Schwester der beiden Brüder, heute Teil der Eduard-Bilz-Straße), Friedlandstraße und Nizzastraße, in Serkowitz die Dr.-Schmincke-Allee und in Radebeul die Gellertstraße.
Diese Vorhaltung von freien Bauflächen sowie die Bebauung auf eigene Kosten mit freistehenden Villen betrieben die Gebrüder Ziller auch in vielen anderen Straßen, wo ihnen zwar nicht der gesamte Straßenraum gehörte, wo sie jedoch meist größere Bauflächen entlang bereits bestehender Straßen wegen Aufgabe größerer Anwesen erwerben konnten.

##### Öffentlicher Raum

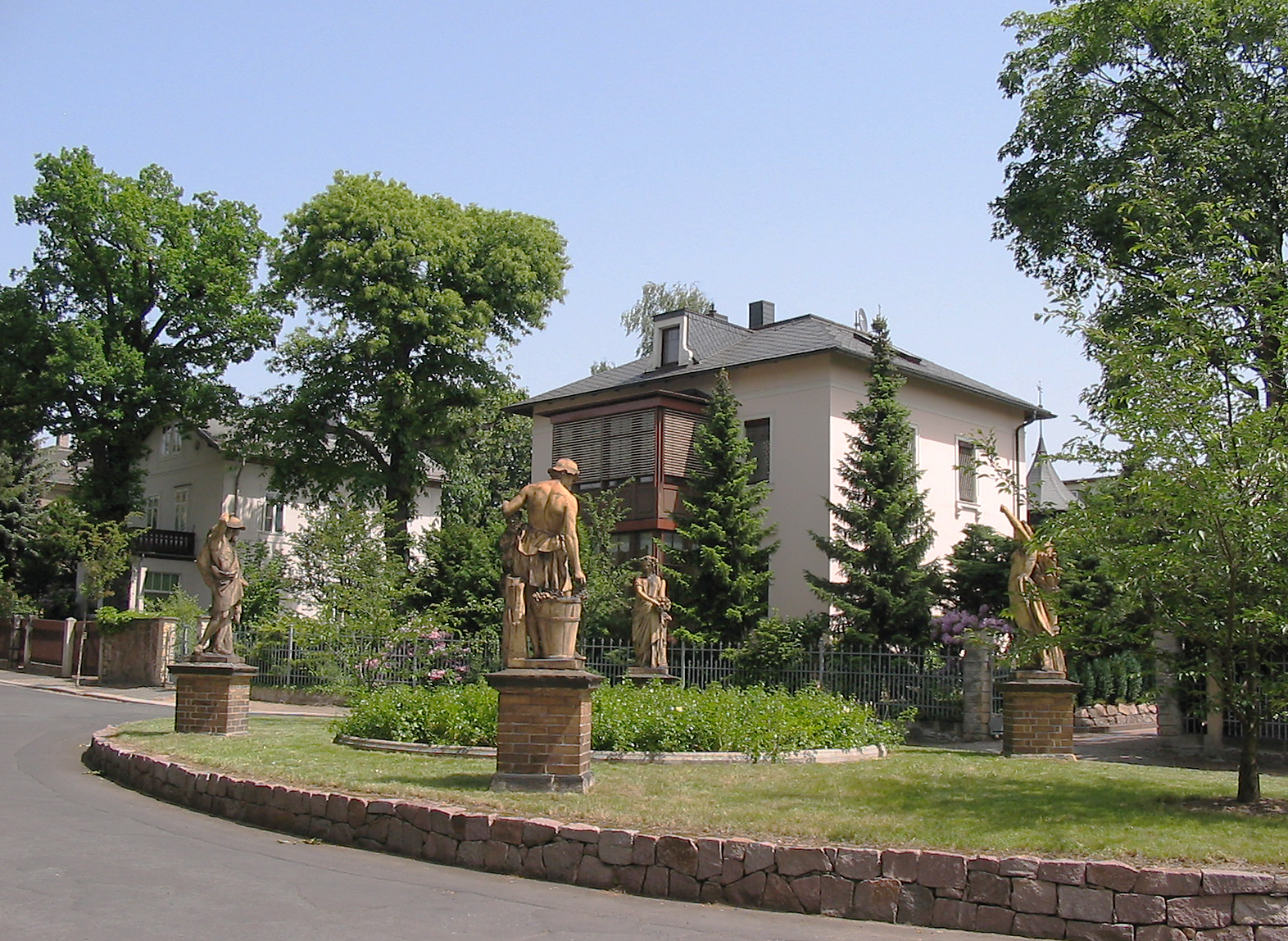
Fontainenplatz im Sommer 2008, Brunnenbecken noch bepflanzt. Blick auf Dr.-Schmincke-Allee 20, Villa Minni, errichtet 1890 durch die Baufirma F. W. Eisold. Später Physikalisch-diätetisches Sanatorium für Herz-, Nerven-, Stoffwechsel-, Alkoholkranke und Erholungsbedürftige von Dr. Georg Greif.

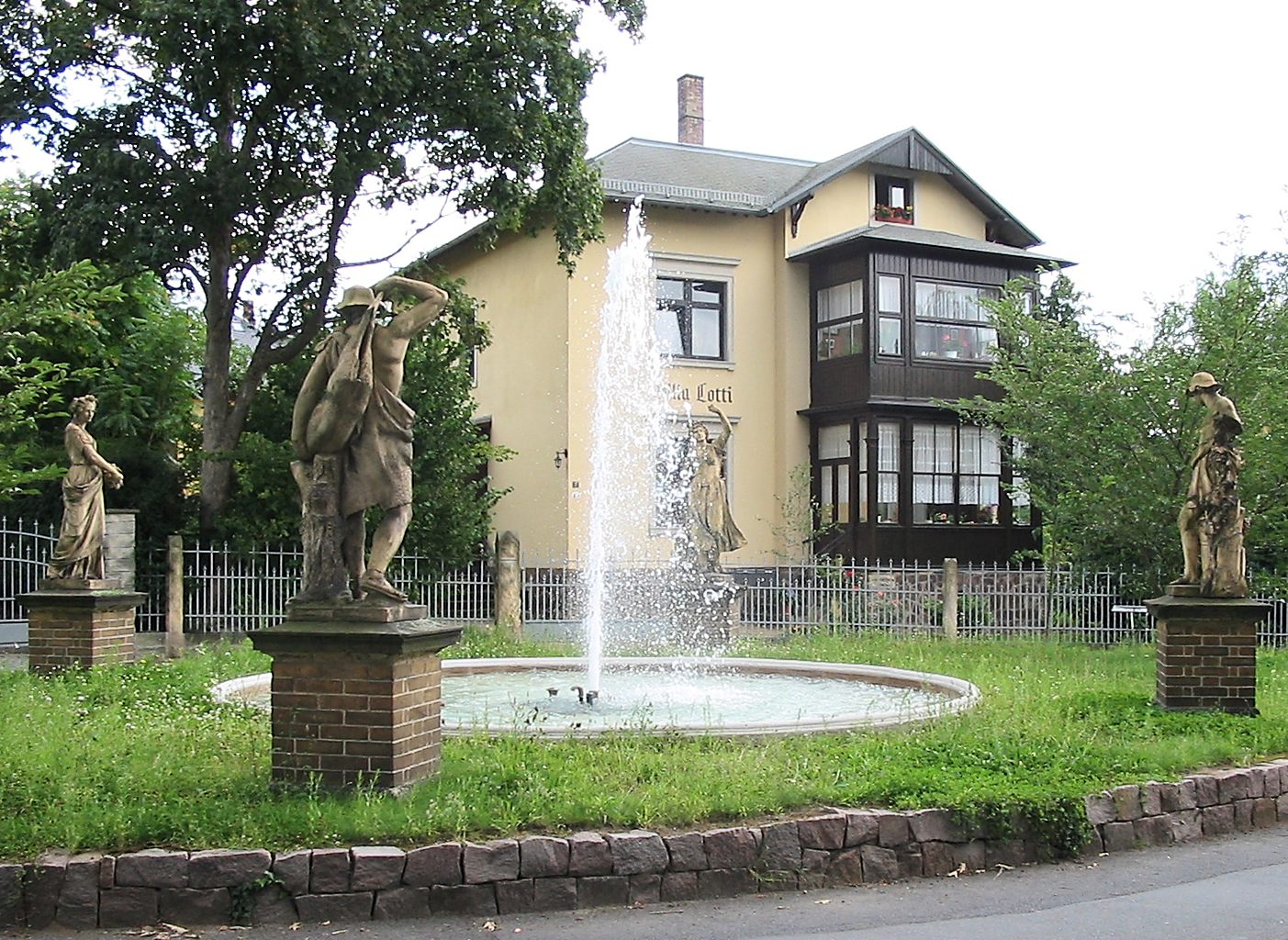
Fontainenplatz im Sommer 2009 mit namensgebender Fontäne. Blick auf Villa Lotti, Dr.-Schmincke-Allee 18.

Schon die Bauordnungen der Lößnitzgemeinden schrieben vor, dass das „Gesicht“ der Häuser zur Straße zu zeigen habe, dass also die Straßenansichten der Gebäude einschließlich der im Regelfall einsehbaren Vorgärten Bestandteil des öffentlichen Raumes sei. Moritz Ziller legte daher auch Wert auf die qualitätvolle Gestaltung der Vorgärten, die häufig bereits fertig angelegt an die Kundschaft übergeben wurden. Darüber hinaus entstanden in den von den Ziller-Brüdern erschlossenen Straßen geplante Eingangssituationen sowie zwischengefügte Plätze wie der Zillerplatz in der Mitte der Zillerstraße oder der Fontainenplatz in der Mitte der Dr.-Schmincke-Allee nördlich der Meißner Straße.
So wurde der Fontainenplatz mit dem Rondell in der Dr.-Schmincke-Allee auf eigene Kosten der Gebrüder Ziller als ovaler Platz zur Stadtverschönerung angelegt, um den herum vier Villen platziert wurden. Auf dem Platz befindet sich in einer Grünfläche ein Brunnenbecken mit der namensgebenden „Fontaine“, die nach über 50 Jahren Untätigkeit im Jahr 2008 durch den ortsansässigen verein für denkmalpflege und neues bauen radebeul wieder ausgegraben und in Betrieb gesetzt werden konnte. Die Stadt Radebeul lässt diese Fontäne inzwischen wieder sprudeln. Die Gebrüder Ziller stellten um das Brunnenbecken vier Figuren der Firma Ernst March, Charlottenburg auf, die die Vier Jahreszeiten darstellen und deren Entwürfe von Julius Franz stammen. Diese 1880 als Katalogware beschafften, lebensgroßen Figuren stehen auf Postamenten und blicken in Richtung Brunnen. Das Rondell in der Aufweitung der Dr.-Schmincke-Allee mit der Figurengruppe der Vier Jahreszeiten gilt sowohl als denkmalpflegerische Sachgesamtheit als auch als Werk der Landschafts- und Gartengestaltung.
Ebenfalls von der Firma March stammen die auf Postamenten stehenden Figurengruppen am Anfang der ehemaligen Sophienstraße, die die Gebrüder Ziller gleichermaßen auf eigene Kosten beschafften und in die Grundstückseinfassungen der Nummern 21 und 32 integrierten. Dort an der Nizzastraße bildeten sie den Eingang vom Alvslebenplatz in die ehemalige Sophienstraße. Ein Medaillon mit dem Bildnis der jüngsten Zillerschwester Sophie, die 1874 an Tuberkulose starb und nach der die Straße benannt war, befand sich an der Wand des Sophienhofs, der dort auf dem Grundstück Nr. 21 steht. Am anderen Ende der Straße weitete Moritz Ziller die Straße halbkreisförmig auf und bildete damit am Augustusweg den ehemaligen Königsplatz, heute Eduard-Bilz-Platz. Dort, wo heute der Bilz-Stein steht, stand bis 1908 eine Figur der griechischen Siegesgöttin Nike von Christian Daniel Rauch.
Auch in von der Straße aus einzusehenden Vorgärten wurden durch die Zillerbrüder Figuren der Firma March aufgestellt. Darüber hinaus bekamen einige Anwesen, in Zusammenarbeit mit dem Landschaftsgärtner Gustav Pietzsch, parkartige Gärten.
Straßeneingänge wurden teilweise mit besonderen architektonischen Details betont. Vom repräsentativen Zillerplatz aus mit seiner Fontäne ging es nach Süden in die Zillerstraße, wo auf der östlichen Ecke das Gotische Haus ihres Vaters aus dem Jahr 1850 stand. Um das Pendant auf der gegenüberliegenden Seite, das die Gebrüder Ziller etwa 1873 errichteten, zu betonen, erhielt es auf der Ecke ein dreistöckiges Türmchen mit einer Ampel obenauf, etwa wie ein Leuchtturm. Die Villa Zillerstraße 13 steht noch, während das Gotische Haus gegenüber (Heinrich-Zille-Straße 5) abgängig war und 2007 abgerissen wurde. Ein weiterer Straßenbeginn ergibt sich in der Nizzastraße dort, wo sie in der Senke der Lößnitzbachaue durch zwei Häuser flankiert wird. Während die Villa auf der Nordseite (Nr. 7) aus dem Jahr 1879/1880 einen türmchenartigen, runden Eckerker aufweist, zitiert die auf der anderen Straßenseite und ein Jahr später errichtete Villa (Nr. 6) diesen gleich durch einen dreigeschossigen Eckturm.
Sein Engagement für die Verschönerung des öffentlichen Raumes zeigte Moritz Ziller auch dadurch, dass er 1880 Gründungsvorsitzender des Verschönerungsvereins für die Lößnitz und Umgebung wurde. In dieser Aufgabe folgten ihm 1892 der Apotheker Hermann Ilgen, 1893 der Baumeister F. A. Bernhard Große, 1896 der Astronom Richard Etzold, 1903 der Rechnungsrat und Ortsrichter Hugo Eggers und auf diesen 1927 bis zum Ende des Vereins 1932 der ehemalige Bürgermeister der Stadt Radebeul, Robert Werner.

### Die Jahre nach dem Tod der Gründer

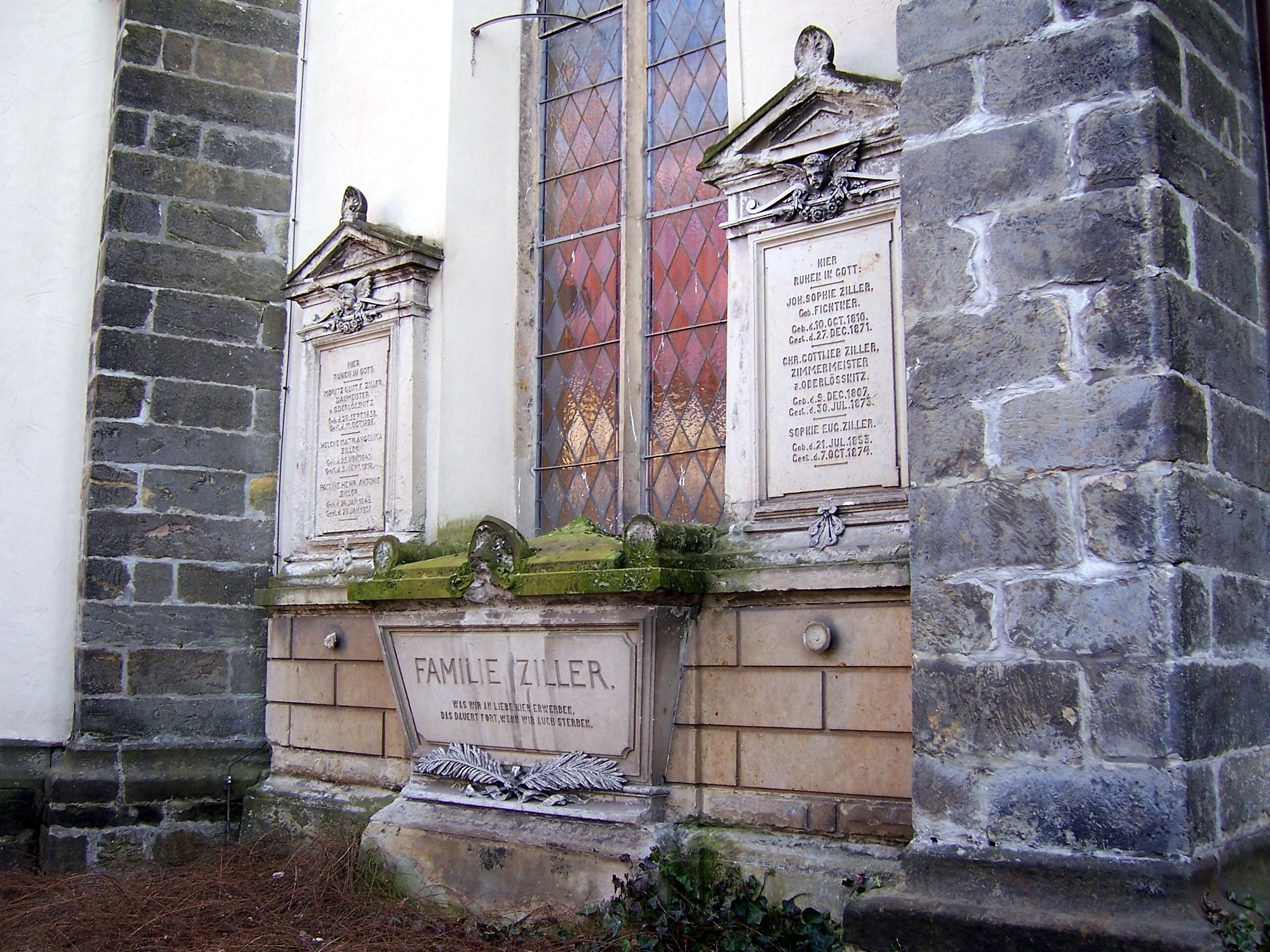
Familiengrab Christian Gottlieb Ziller sowie der Kinder Moritz, Helene Mathilde Angelika, Pauline Henriette Antonie und Johanna Sophie auf dem Kirchhof Kaditz, Nordwand der Kirche

Im Jahr 1895 starb Moritz Ziller. Seinen Anteil am gemeinsamen Firmenvermögen vermachte der erfolgreiche Bauunternehmer seinem Bruder Gustav, der davon die erst 1890 mit Moritz vermählte, junge Witwe Elli Bertha Wilhelmine geb. Kannenberg (* 1869) mit ihrer kleinen Tochter Hanna zu versorgen hatte, bis jene später wieder heiratete.
Fünfeinhalb Jahre nach dem Tod seines Bruders Moritz starb 1901 auch der zweite Gründer und Inhaber der Baufirma „Gebrüder Ziller“, der erfolgreiche Entwerfer und Architekt Gustav Ziller. Der jüngste Bruder Paul Ziller, der nach seiner Rückkehr aus Griechenland vom ältesten Bruder Ernst in der Lößnitz ein kleines Bau- und Architekturbüro führte, übernahm die Leitung der brüderlichen Baufirma. Aufgrund verlustreicher Spekulationen musste er die Leitung jedoch nach kurzer Zeit an seine Schwägerin Johanna Sophie Marie (Marie) (1862–1910), die Witwe von Gustav, abgeben, die diese die nächsten zehn Jahre bis zu ihrem Tod innehatte.

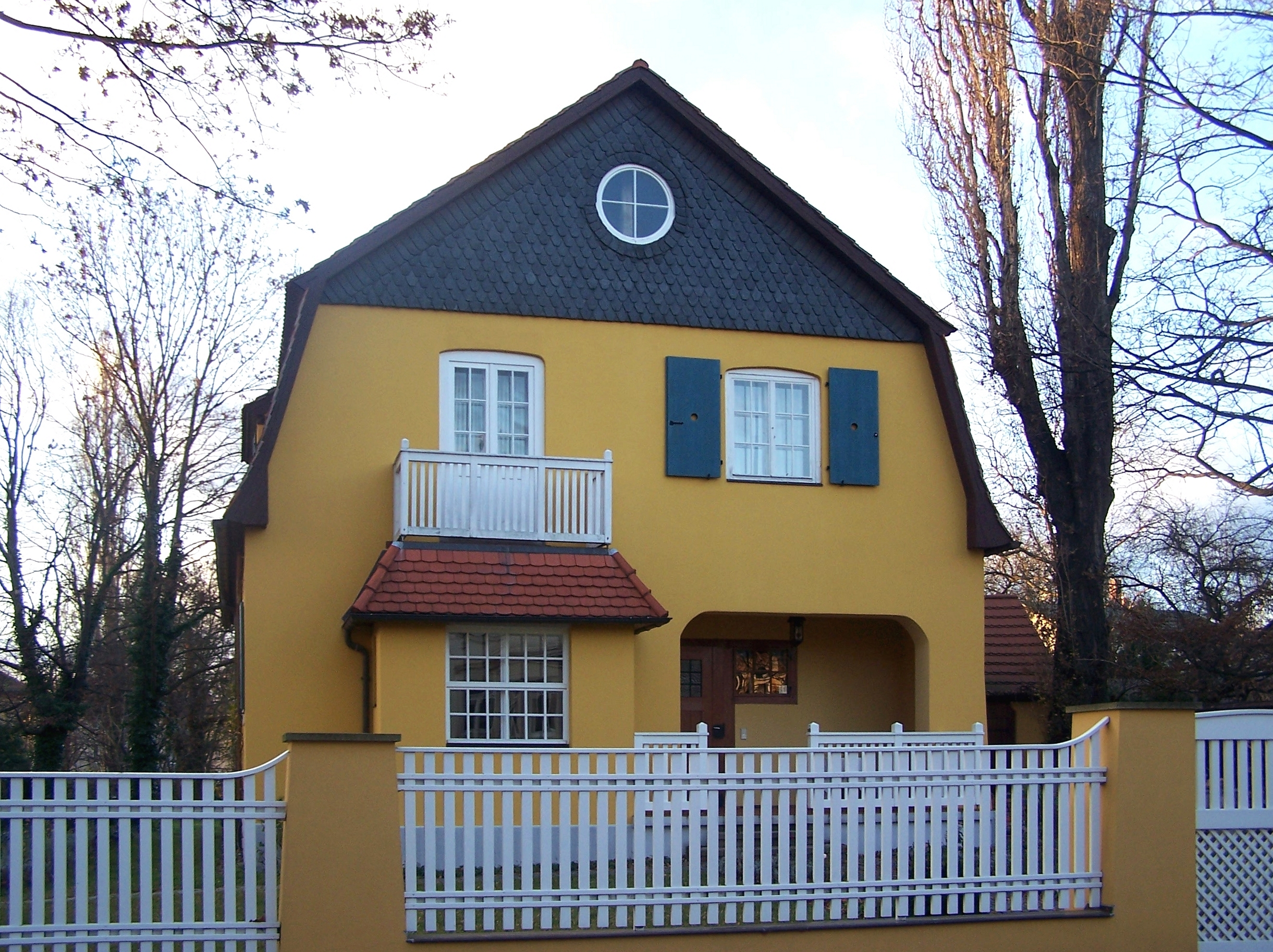
Landhaus Max Steinmetz

Marie Ziller wurde dabei durch den „akademischen Architekten und Baumeister“ B.D.A. Max Steinmetz (* 1867 in Schöten; † 13. Januar 1911 in Radebeul) unterstützt, ein Freund Gustavs, der bis dahin schon im Entwurfsbüro beschäftigt war und Maries Technischer Leiter wurde. Wie viele Entwürfe der Gebrüder Ziller im 19. Jahrhundert bereits aus Steinmetz’ Stift stammen, lässt sich wegen fehlender Signaturen nicht nachvollziehen. Steinmetz entwarf sich 1907 sein eigenes Wohnhaus im an die Gartenstadt Hellerau erinnernden Reformstil in der Rosenstraße 11.

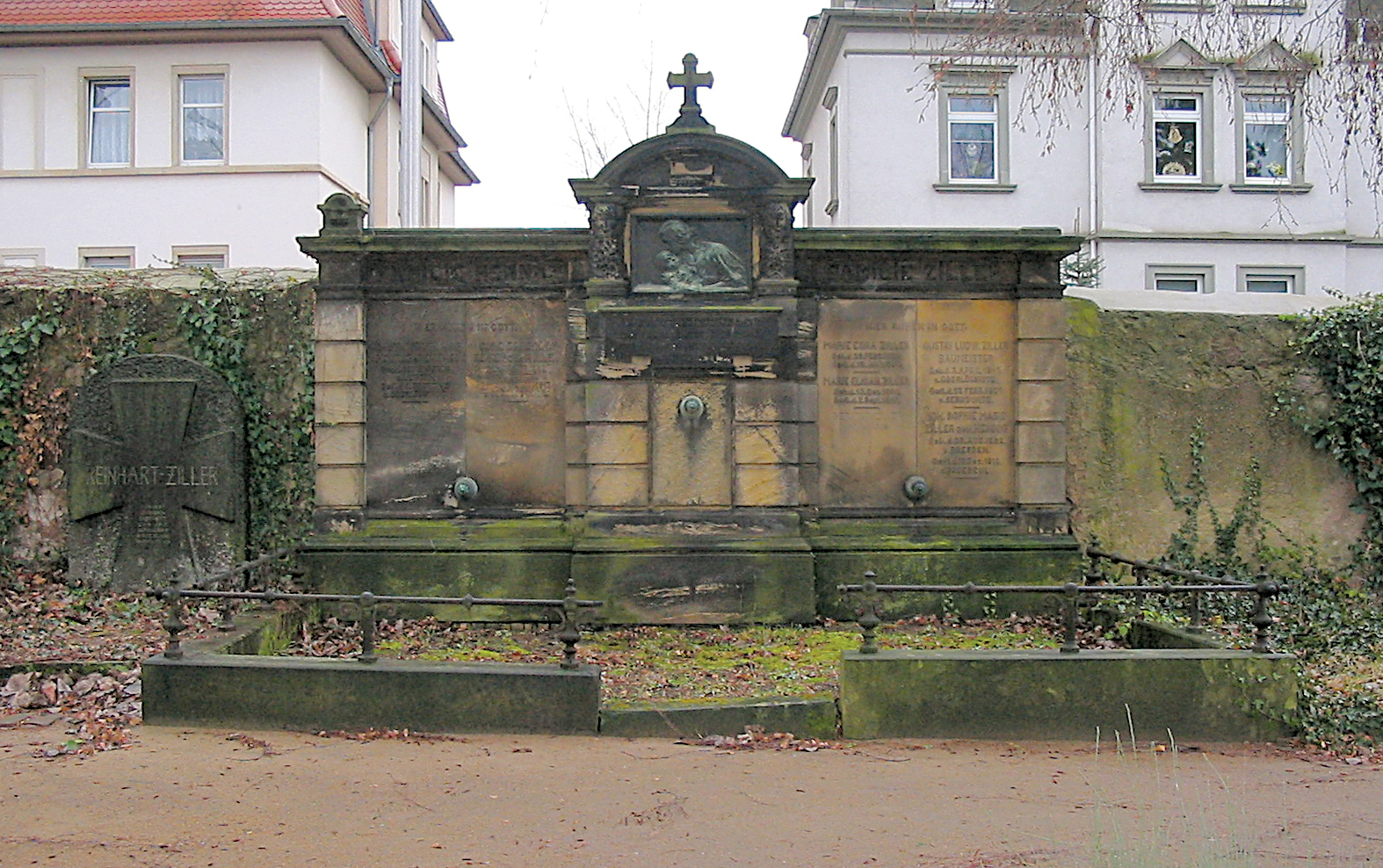
Familiengrab Gustav Ziller und Angehörige auf dem Friedhof Radebeul-Ost (links das Grabmal Reinhard Ziller), Südumfassungsmauer. Bronzerelief von Peter Pöppelmann

Marie legte ein Jahr nach Gustavs Tod, wie in seinem Testament festgelegt, für alle Arbeiter Sparkassenbücher an, um ihnen damit für die Treue gegenüber der Firma zu danken.
Das Haus A des Elektrizitätswerks Niederlößnitz wurde noch ganz im bisherigen Stil der Firma errichtet. Der jüngere Architekt Steinmetz erkannte jedoch die Zeichen der Zeit und verließ den Entwurfsstil des Historismus. Er wendete sich mit seinen Landhäusern einem eher an der kommenden Reformarchitektur orientierten Baustil zu, der für die nächsten zehn Jahre zum Markenzeichen der Baufirma „Gebrüder Ziller“ wurde.
Im Jahr 1910 starb Marie Ziller und hinterließ drei Kinder, Gustav Otto (Otto) (1889–1958), der auch Architekt wurde, Reinhart (1897–1917), der 1917 „in Russland verunglückte“ sowie Gertrud (1898–1918), die an Tuberkulose starb. Zwei weitere Kinder waren bereits im Kindesalter verstorben.
Max Steinmetz übernahm zum Januar 1911 das Atelier für Architektur und Baugeschäft der Firma Gebrüder Ziller, verstarb jedoch bereits im Laufe desselben Jahres, womit das Architekturbüro erlosch. Die Baufirma mit der angeschlossenen Baumaterialienhandlung ging an den einheimischen Baumeister Alwin Höhne, der sie als Fa. „Gebrüder Ziller“ (Nachf.) weiterführte. Im Jahr 1917, dem Todesjahr von Gustavs jüngerem Sohn Reinhart, wurde die Firma „Gebrüder Ziller“ im Amtsregister gelöscht und Alwin Höhne arbeitete unter seinem eigenen Namen weiter. Otto Ziller studierte nach dem Ersten Weltkrieg zu Ende und praktizierte im Baugeschäft Höhne, bis er 1920 seinen Baumeisterabschluss machte und 1922 in eine freie Architektenarbeitsgemeinschaft in Radebeul eintrat.
Moritz Ziller wurde im Erbbegräbnis der Familie auf dem Kirchhof von Kaditz begraben, sein Bruder Gustav liegt, wie ihr Kunde Karl May, in einem Familienbegräbnis auf dem Friedhof Radebeul-Ost. Daneben steht als Einzelgrab das vom 1917 gestorbenen Sohn Reinhart.

## Ehrungen

Moritz-Ziller-Denkmal im Lößnitzgrund

Im Jahr 1875 benannte die Gemeinde Niederlößnitz die Zillerstraße nach der Baufirma „Gebrüder Ziller“, die diese Straße erschlossen hatte. Die Planstraße XI in Alt-Radebeul erhielt 1890 in Würdigung der Verdienste Moritz Zillers um die städtebauliche Entwicklung der Lößnitzorte den Straßennamen Moritzstraße (seit 1945 Hölderlinstraße). Der Zillerplatz in Niederlößnitz, der Ende des 19. Jahrhunderts diesen Namen nach Moritz Ziller erhielt und zwischen 1950 und 1992 Platz der jungen Pioniere hieß, trägt heute wieder seinen alten Namen Zillerplatz.
Das mittlere Teilstück der seit 1945 durchgehend nach Eduard Bilz benannten Eduard-Bilz-Straße in Oberlößnitz, zwischen dem alten „Königsplatz“ (Kreuzung mit dem Augustusweg) und der Kreuzung mit der Nizzastraße (nach dem „Sächsischen Nizza“ als königlichem Bonmot aus dem Jahr 1860 für die Lößnitz), hieß Sophienstraße. Sie erhielt diesen Namen 1905 nach dem an ihrem Beginn liegenden Sophienhof, der, 1877 von den Gebrüdern Ziller errichtet, zu Ehren ihrer 1874 gestorbenen Schwester Sophie Eugenia (1853–1874) benannt war.
Der Verschönerungsverein für die Lößnitz und Umgebung errichtete im Lößnitzgrund seinem Gründungsvorsitzenden Moritz Ziller nach dessen Tod das Moritz-Ziller-Denkmal.
Die Kirchgemeinde von Kaditz ehrte die Familie Ziller dadurch, dass Moritz Zillers Erbbegräbnis zusammen mit seinen Schwestern als einziges direkt an der Kirche selbst platziert wurde und die Grabtafeln an der Außenseite der Kirche befestigt wurden.
Im Jahr 2009 verabschiedete die Stadt Radebeul „zum Gedenken an die Baumeisterfamilie Ziller, die im 19. Jahrhundert wesentlichen Einfluss auf die Entwicklung der Städtebau- und Gartenkultur […] ausübte“, die Satzung zur Vergabe des Moritz-Ziller-Preises für Stadtgestaltung der Stadt Radebeul, mit welchem sie insbesondere den erfolgreichen Unternehmer wie auch den in seinem Ehrenamt als Vorsitzender des Verschönerungsvereins für die Lößnitz und Umgebung erfolgreichen Moritz Ziller ehrt. Der Preis wird regelmäßig im Rahmen eines Ideenwettstreits an junge Stadtplaner, Architekten und Gartenarchitekten beziehungsweise Studierende dieser Fachrichtungen vergeben, die „zur Lösung von Problemen des Städtebaus und der Landschaftsplanung bei[…]tragen und fortschrittliche Gedanken auf diesen Gebieten verbreiten […] helfen.“

## Ausgewählte Werke (hauptsächlich Baudenkmale)
→ Siehe auch: Kategorie:Gebrüder Ziller
Die im Folgenden auszugsweise aufgeführten Bauten sind hauptsächlich in der Denkmaltopographie Bundesrepublik Deutschland. Denkmale in Sachsen: Stadt Radebeul aufgeführte Kulturdenkmale. Sie stellen damit kein vollständiges Werkverzeichnis dar.

### Christian Gottlieb Ziller (der Vater)

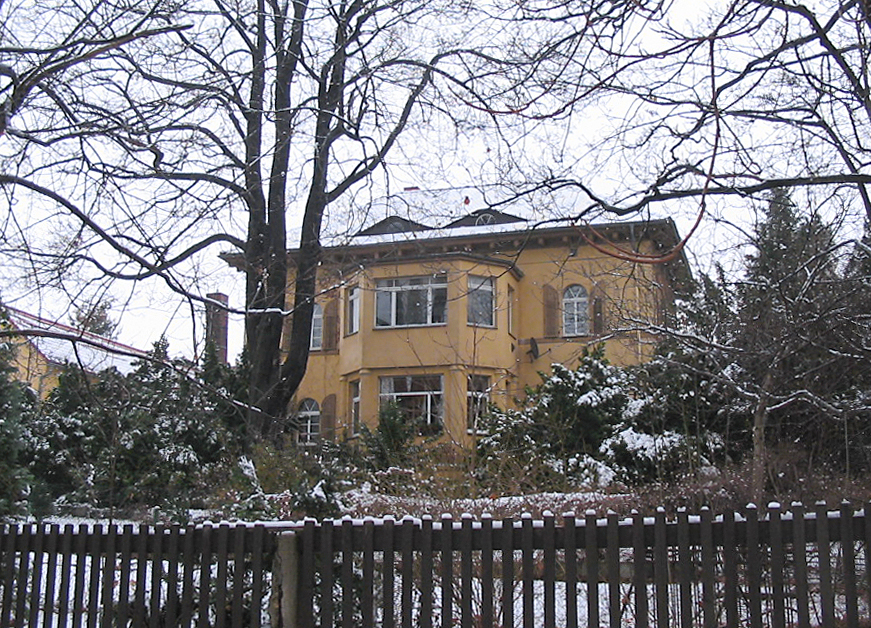
Landhaus Christian Gottlieb Ziller

Die hier aufgeführten Gebäude sind (allein schon vom Datum der Entstehung) dem Vater Christian Gottlieb zuzuordnen, werden jedoch in der einen oder anderen Literatur als Zillersche Bauten oder sogar fälschlich als Gebrüder Ziller erwähnt. Insgesamt kann man in der Lößnitz etwa 30 Bauten Christian Gottlieb Ziller zuordnen, wobei die meisten durch vielfache Umbauten ihre Zillersche Ursprünglichkeit verloren haben.
- 1834: Landhaus Christian Gottlieb Ziller in Serkowitz (ab 1839: Oberlößnitz), Augustusweg 4 (Wohnhaus von Vater Christian Gottlieb Ziller und Geburtshaus aller Ziller-Geschwister)
- 1835: Villa Zembsch
- um 1850: Gotisches Haus in Niederlößnitz, Heinrich-Zille-Straße 5 (2007 wegen Baufälligkeit abgebrochen)
- um 1850: Villa in Niederlößnitz, Borstraße 9 (kein Denkmal, 1880–1883 durch die Söhne Gebrüder Ziller mit Ergänzungsbauten zu Dr. Kadners Sanatorium ergänzt)
- 1854: Erneuerung Alte Schule in Dresden-Kaditz, Altkaditz 32

### Moritz Ziller (ab etwa 1860)

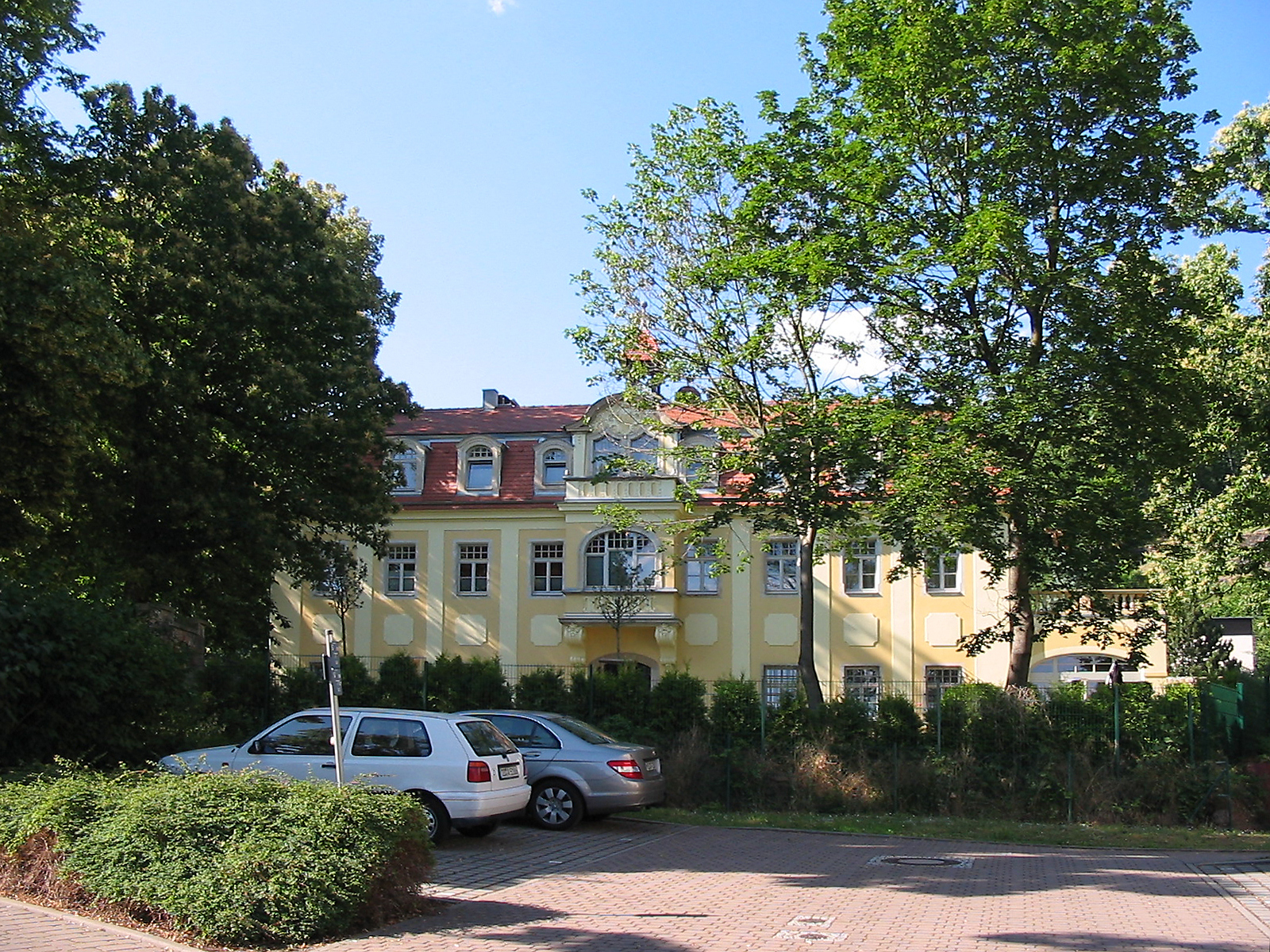
Haus Albertsberg oder Albertsburg

Die hier aufgeführten Bauten stammen von Moritz Ziller, dem jungen Ziller oder Ziller jun., während er bereits in der Baufirma seines Vaters arbeitete und bevor diese mit dem Eintritt seines Bruders Gustav 1867 zu deren eigener Baufirma „Gebrüder Ziller, Oberlößnitz“ umfirmiert wurde.
- um 1860: Haus Arnim in Oberlößnitz, Waldstraße 20
- 1862: Umbau Haus Albertsberg
- 1862: Anbau Landhaus Mehlhorn in Niederlößnitz, Paradiesstraße 48
- 1862: Villa Waldhof in Niederlößnitz, Paradiesstraße 46
- 1862/1863: Gutsanlage Curt Robert von Welck in Oberlößnitz, Waldstraße 32/34
- 1863: Ausbau und Erweiterung des „alten“ Siechenhauses Bethesda (Steinernes Haus)
- 1863: Stall und Scheune des Gehöfts Am Kreis 14 in Alt-Radebeul
- 1864: Lößnitzwarenhaus seines Bruders Otto Ziller (Augustusweg 11, Januar 2003 abgerissen)
- 1864: Villa Bennostraße 2 in Serkowitz
- 1865: Aufstockung Villa Borstraße 7 in Niederlößnitz
- 1865: Bahnhofs-Restaurantgebäude in Alt-Radebeul, Hauptstraße 5 (1888 zum Hotel umgebaut, 1994 abgerissen)
- um 1865: Wohnhaus für Christian Friedrich Huhle in Oberlößnitz, östlich des Fiedlerhauses (Augustusweg 116, später Frauengenesungsheim Augustenhaus, 1988 abgebrochen)[21]
- 1865–1867: Villa Hoflößnitzstraße 6 in Serkowitz
- 1866: Landhaus Schuchstraße 15/17 in Niederlößnitz (später Wohnsitz von Ernst von Schuch)
- 1866/1867: Anbau Bauernhaus Hellerstraße 11 in Alt-Radebeul
- 1866/1867: Haus Jordan in Oberlößnitz, Weinbergstraße 24, 26, 26b
- 1867: Aufstockung Villa Hoflößnitzstraße 4 in Serkowitz

### Moritz und Gustav Ziller (1867–1895)

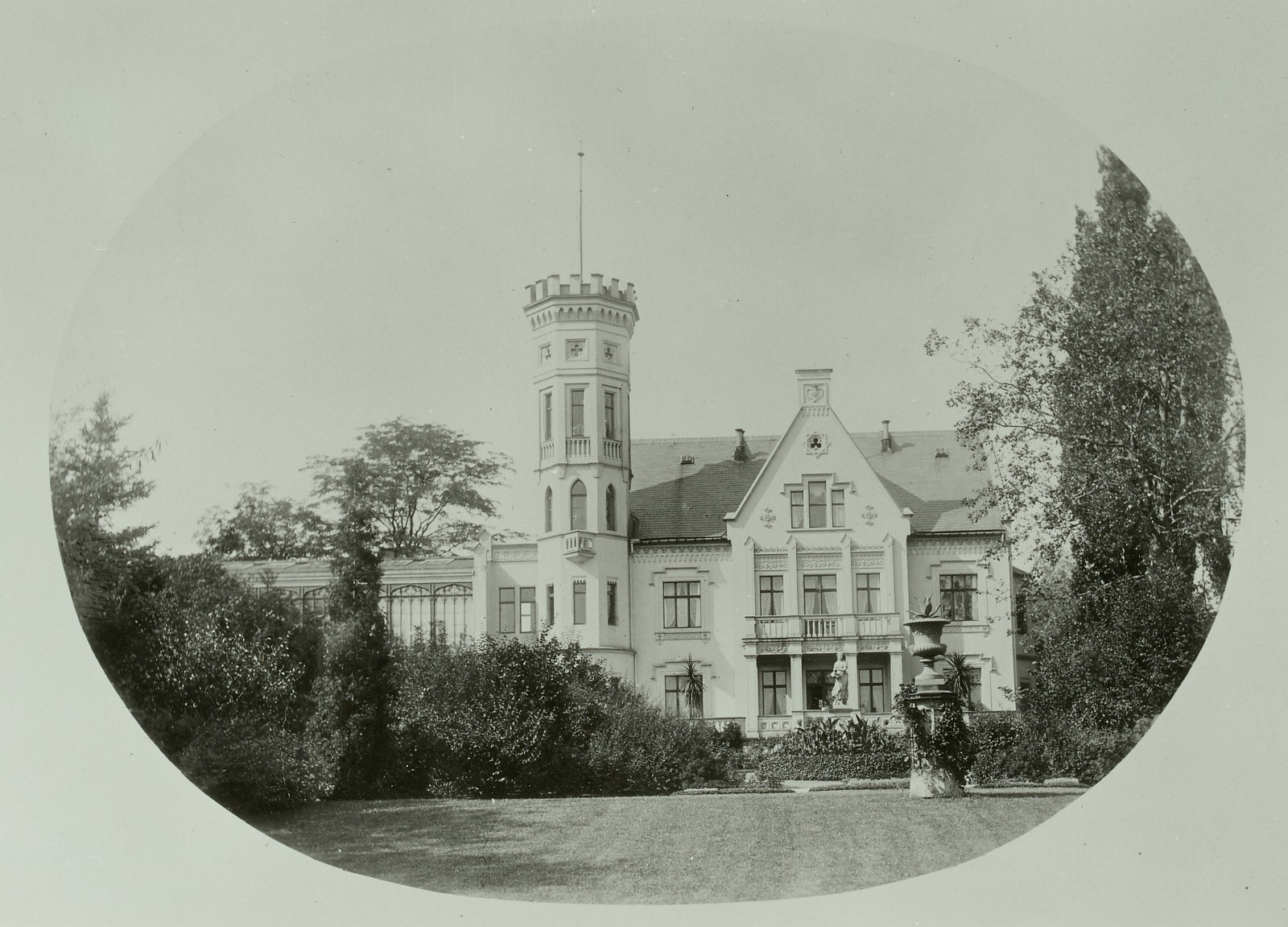
Mohrenhaus, Gartenseite, Foto von E.A. Donadini, um 1900

- 1867/1869: Landhaus Schuchstraße 2 in Niederlößnitz
- 1868: Landhaus Johann Traugott Philipp in Kötzschenbroda, Hainstraße 7
- 1868/1870: Luisenstift in Niederlößnitz, Straße der Jugend 3
- 1868/1871: Neubau Mohrenhaus in Niederlößnitz, Moritzburger Straße 51, 53
- vor 1869: Villa Hedwig in Niederlößnitz, Körnerweg 2 (Wohnsitz des Zeichners Herbert König)
- 1869: Erneuerung Turm der Emmauskirche in Kaditz, Altkaditz 27 (Bautafel im 4. Turmgeschoss.[22] Auf der Nordseite der Kirche befindet sich die Grablege der Familie Ziller)
- 1869: Villa Gustav Ziller in Serkowitz, Augustusweg 3 (Wohnhaus von Gustav Ziller, 1886/1887 erweitert)
- 1869: Magdalenenasyl „Talitha kumi“
- 1870: Geschäftslokal Gebrüder Ziller in Serkowitz, Augustusweg 5 (und Wohnhaus von Moritz Ziller)
- um 1870: Villa „Sibi et Amicis“ in Serkowitz, Augustusweg 1
- um 1870: Haus Pinkes in Serkowitz, Augustusweg 18 (Wohnsitz des Grafikers Günter Schmitz)
- 1870er Jahre: Villa Schuchstraße 4 in Niederlößnitz (vermutete Zuweisung)

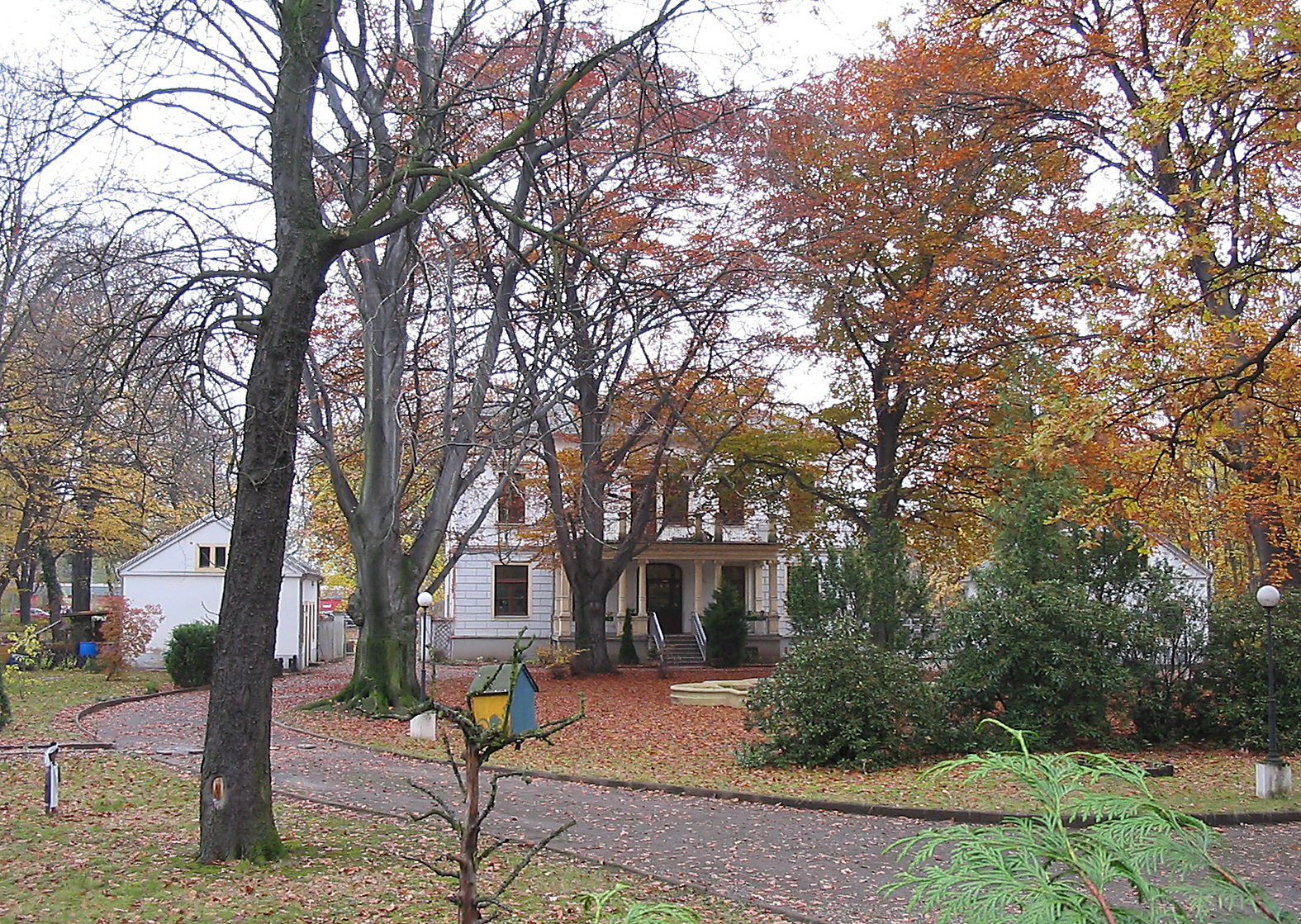
Villa Meißner Straße 159, Gartenanlage

- 1870/1871: Friedensburg in Niederlößnitz, Obere Burgstraße 6
- 1870/1871: Grundschule Niederlößnitz, Ledenweg 35
- 1871/1872: Umbau Herrenhaus Jägerberg in Oberlößnitz, Augustusweg 110
- 1871/1872: Villa Martha in Dresden-Pieschen, Leipziger Straße 43 (für Kammermusikus A. Richter)
- vor 1872: Villa Magda in Niederlößnitz, Schuchstraße 6
- 1872: Anbau Villa Borstraße 17 in Niederlößnitz
- 1872: Nebengebäude Villa Meißner Straße 162 in Niederlößnitz
- 1872/1873: Gärtnerhaus Borstraße 17a in Niederlößnitz
- 1873: Villa Tanger in Kötzschenbroda, Meißner Straße 159
- 1873: Villa Eduard-Bilz-Straße 20/20a in Alt-Radebeul
- 1873/1874: Villa Walter in Oberlößnitz, Bennostraße 23
- 1873/1874: Villa und Landhaus Anna Zischer in Oberlößnitz, Bennostraße 29/27a
- 1874: Aufstockung des nördlichen Flügels am Gotischen Haus in Niederlößnitz, Heinrich-Zille-Straße 5 (Das Gebäude wurde 2007 wegen Baufälligkeit abgebrochen)
- 1874/1875: Alte Schule Serkowitz, Straße des Friedens 35 (seit 1905 ein privates Wohnhaus)
- 1874/1875: Villa im Augustusweg 22 in Serkowitz
- 1875: Wasserwerk im Lößnitzgrund
- 1875: Entwurf Albertschlösschen in Serkowitz, Gohliser Straße 1 (Baufirma: F. W. Eisold)
- 1875: Anbau Landhaus Mehlhorn in Niederlößnitz, Paradiesstraße 48
- 1875: Entwurf einer Villa auf dem Grundstück Winzerhaus Barth in Oberlößnitz, Weinbergstraße 14/16 (wegen Todes des Besitzers erst 1886 spiegelverkehrt als Villa „Trinkl“ in Dresden-Trachau, Großenhainer Straße 241 ausgeführt)
- 1875: Neubau Augustusweg 24 in Serkowitz für Freiherr von Veltheim[23]
- um 1876: Aufstockung Haus Friedland in Oberlößnitz, Bennostraße 11
- 1876–1878: Katholisches Pfarramt in Niederlößnitz, Borstraße 11
- um 1877: Villa Eduard-Bilz-Straße 30 (kein Denkmal)
- 1877/1878: Villa Welzigstein in Niederlößnitz, Jägerhofstraße 47
- 1877–1879: Neues Siechenhaus Bethesda
- 1877/1881: Villa Eduard-Bilz-Straße 28 in Alt-Radebeul
- 1878: Villa Elisa in Niederlößnitz, Borstraße 19
- 1878/1879: Villa Jenny in Niederlößnitz, Paradiesstraße 22
- 1879: Entwurf Villa Engel in Serkowitz, Dr.-Schmincke-Allee 1a (Baufirma: F. W. Eisold)
- 1879/1880: Umbau Schloss Wettinhöhe in Zitzschewig, Auerweg 2
- 1879/1881: Entwurf Villa Pestalozzistraße 39 in Serkowitz (Baufirma: F. W. Eisold) (ähnlich Villa Eduard-Bilz-Straße 27 und Eduard-Bilz-Straße 34: Villa Otto Hennig)
- 1880: Wohnhaus Heinrich Octavius Adolph Braun-Brown in Oberlößnitz, Augustusweg 112/112a (auf dem Gelände des Ermelhauses)

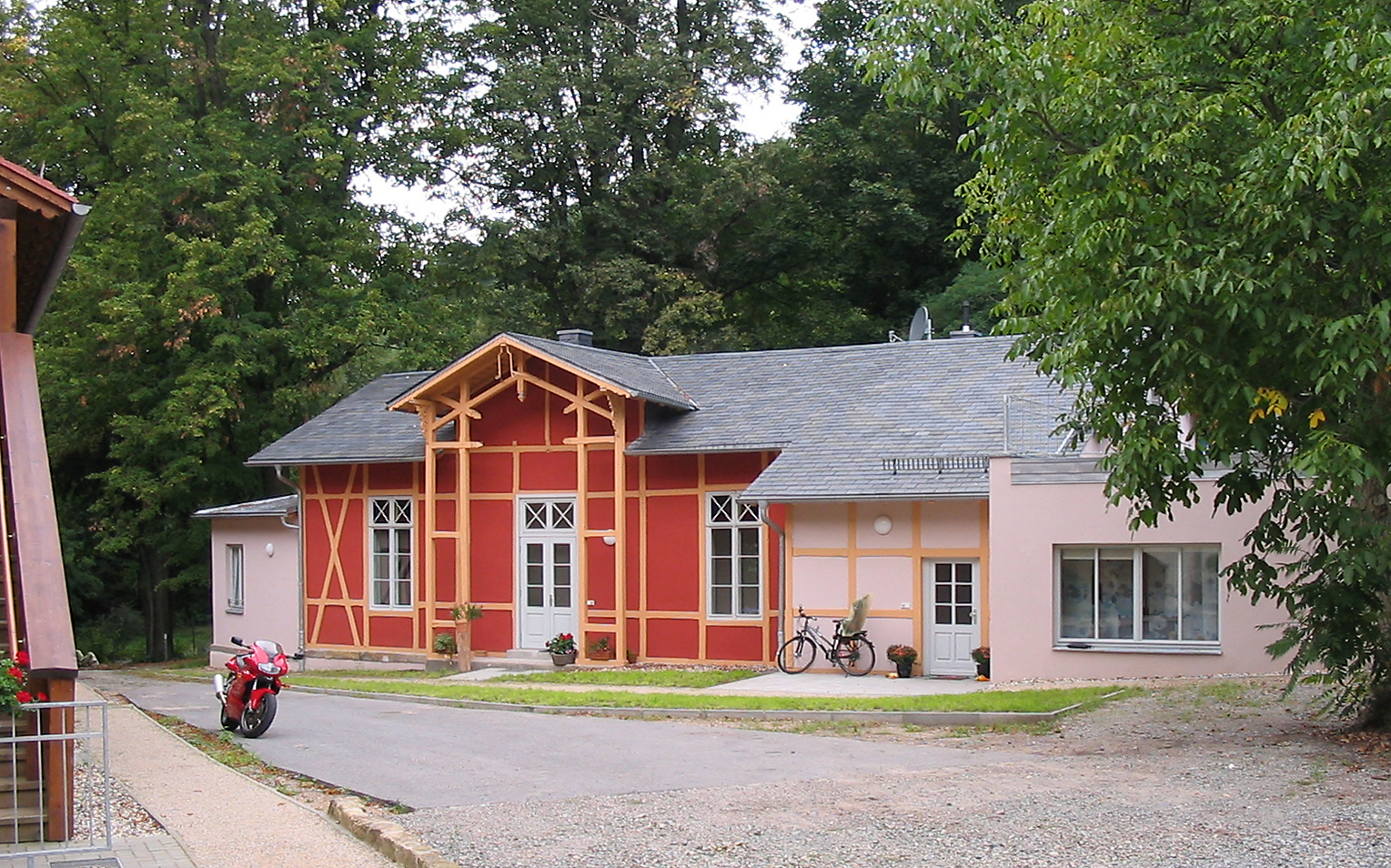
Fiedlerhaus in Radebeul, Saalbau

- 1880: Saalbau des Fiedlerhauses in Oberlößnitz, Augustusweg 114
- 1880–1883: Ergänzungsbauten für Dr. Kadners Sanatorium in Niederlößnitz, Borstraße 9 (kein Denkmal)
- 1881/1882: Umbau Meierei nebst Einrichtung einer Landgaststätte
- 1883: Villa Eduard-Bilz-Straße 18 in Alt-Radebeul
- 1884/1885: Abbrucharbeiten sowie Zimmerer- und Rüstarbeiten beim teilweisen Neubau der Friedenskirche in Kötzschenbroda (Bauverantwortlicher Karl Weißbach)
- vor 1885: Villa Schweizerstraße 15 in Niederlößnitz
- 1885–1887: Villa Eduard-Bilz-Straße 5 in Alt-Radebeul
- 1886: Villa „Trinkl“ in Dresden-Trachau, Großenhainer Straße 241 (für die Erfinder des Einkochglases Wachs und Flössner, Entwurf ursprünglich spiegelverkehrt für die Weinbergstraße 14/16 in Oberlößnitz)
- 1886: Anbau Villa Meißner Straße 121 in Serkowitz
- 1886: Bilz-Pension und Kurhaus, Lößnitzgrundstraße 101/103 in Moritzburg (1897: Kammerherr von Schultzendorff)
- 1887: Landhaus Heinrich Oswald Emil Günther in Wahnsdorf, Lößnitzgrundstraße 81
- 1887: Erweiterung Haus Hermannsberg in Oberlößnitz, Weinbergstraße 34/34a

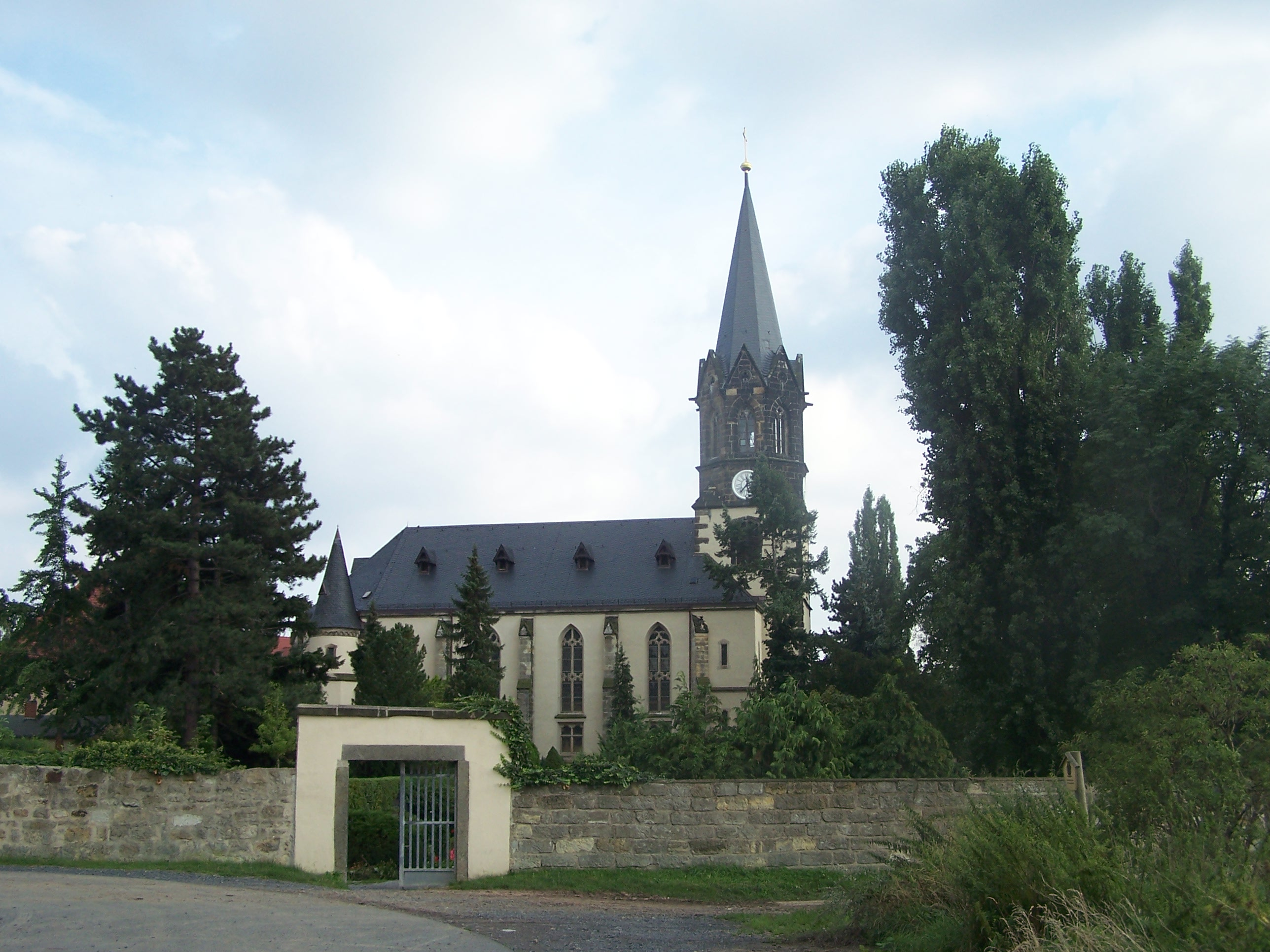
Emmauskirche Kaditz

- 1887/1888: Gotisierung der Emmauskirche in Kaditz, Altkaditz 27 (auf der Nordseite befindet sich die Grablege der Familie Ziller)
- 1887/1888: Villa Friedrich Wilhelm Barth in Alt-Radebeul, Maxim-Gorki-Straße 17
- 1887/1888: Wohn- und Geschäftshaus Herrmann Clauss in Serkowitz, Meißner Straße 118[24]
- 1888: Thoenes Dichtungswerk in Alt-Radebeul, Meißner Straße 41
- 1888/1889: Villa des Fabrikanten Gustav Thoenes in Alt-Radebeul, Meißner Straße 57
- 1889: Wohn- und Geschäftshaus Hoflößnitzstraße 2 in Serkowitz
- 1889/1890: Wohn- und Geschäftshaus Sidonienstraße 1 / Ecke Hauptstraße in Alt-Radebeul (nach Fertigstellung befand sich dort das Architekturbüro von Carl Käfer sowie später das Kino Filmtheater Union)
- 1890/1891: Bauausführung Villa Kolbe Alt-Radebeul, Zinzendorfstraße 16 (Architekt: Otto March, Wohnsitz des Chemikers Carl Kolbe)
- 1891: Bau der Scheune Dreiseithof Kaditzer Straße 9 (als Bauerngut Nr. 8 von Johann Christian Ziller im Jahr 1800 erworben)

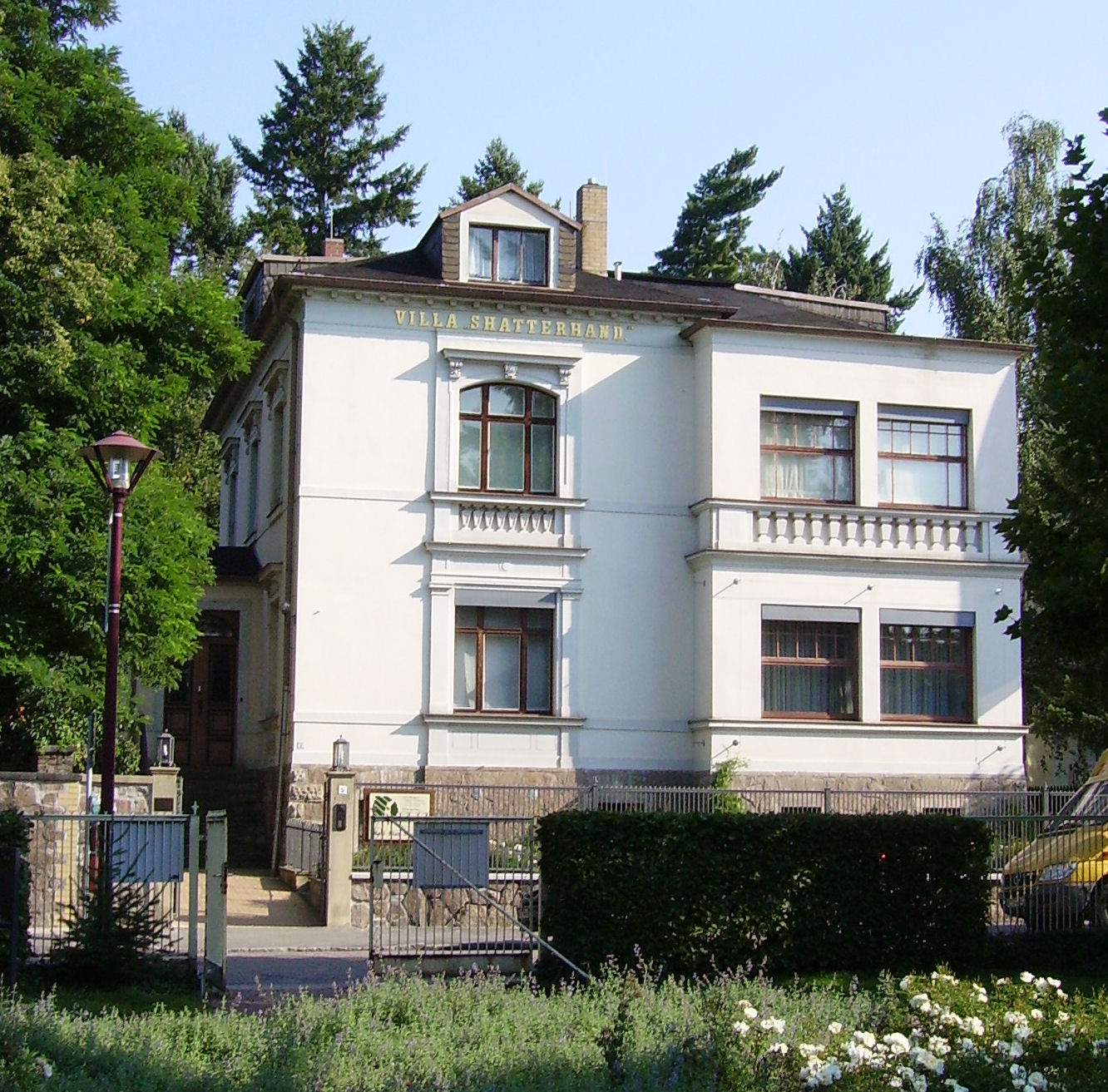
Villa „Shatterhand“

- 1893/1894: Villa Shatterhand in Radebeul, Karl-May-Straße 5 (letzter Wohnsitz von Karl May)
- 1894: Sonntags Heim in Radebeul, Karl-May-Straße 13
- 1894/1895: Schloss Lössnitz
- 1894/1895: Bauausführung Villa Haenel in Radebeul in Oberlößnitz, Weinbergstraße 40 (Architekt: Oswald Haenel, dessen Wohn- und Bürositz)
- 1894/1895: Bauausführung Villa Friedenshain in Oberlößnitz, Weinbergstraße 42 (Architekt: Oswald Haenel)
- 1894/1898: Villa Rosenstraße 3 in Serkowitz
- 1895: Mietvilla Ernst Gottlieb Hoffmann in Niederlößnitz, Heinrichstraße 1 (Entwurf Carl Käfer)
- um 1895: Villa Friedrich August Herrmann in Alt-Radebeul, Pestalozzistraße 4 (1909 abgebrochen, ersetzt durch das Radebeuler Postamt)[25]

#### Straßenzüge
Die im Folgenden aufgeführten Straßenzüge wurden in Gänze durch die Gebrüder Ziller erschlossen, die Straßen und Grünflächen anschließend den Gemeinden übereignet und die Bauflächen häufig mit Gebäuden auf eigene Kosten, also noch ohne Kundenauftrag, bebaut.

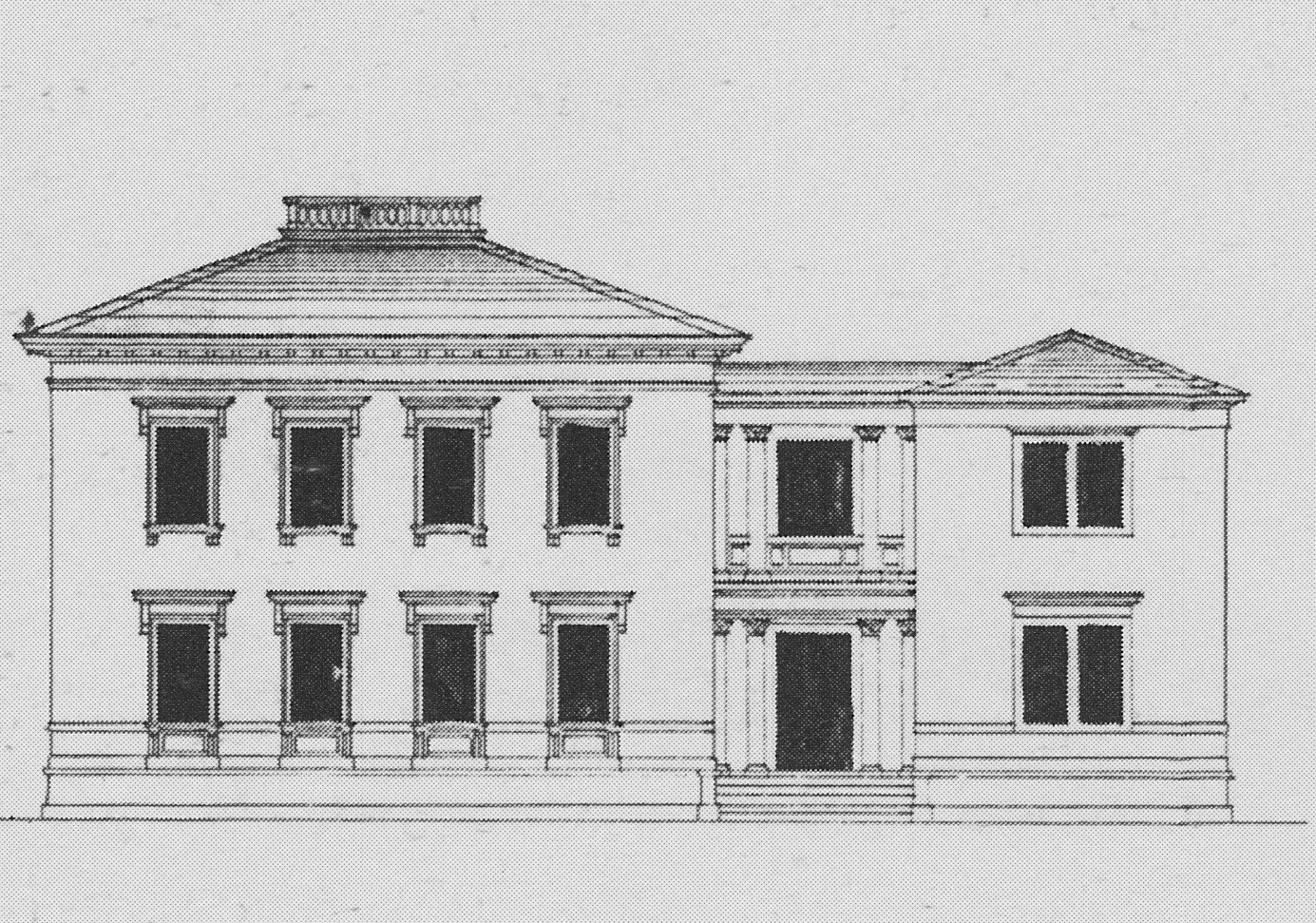
Villa Zillerstraße 5, Bauzeichnung von 1878

- ab 1873: Zillerstraße (Niederlößnitz)[8][26]
  - Nr.   1: spätestens 1874: Villa Zillerstraße 1 (Gruppenbau)
  - Nr.   3: 1874/1876: Villa Zillerstraße 3
  - Nr.   4: 1874/1876: Villa Zillerstraße 4
  - Nr.   5: 1878: Villa Zillerstraße 5 (Gruppenbau) (spätere Anbauten durch Schilling & Graebner sowie Johannes Eisold)
  - Nr.   6: 1873: landhausartige Villa Zillerstraße 6
  - Nr.   7: 1889: Villa Käthe (Entwurf: vermutlich Carl Käfer, Umbau Paul Ziller) (später Wohnsitz Woldemar Lipperts)
  - Nr. 10: um 1890: Landhaus Käthe
  - Nr. 11: 1876: Villa Zillerstraße 11
  - Nr. 13: 1874: Villa Zillerstraße 13 (kein Denkmal, Pendant zum Gotischen Haus als Eingangssituation in die südliche Zillerstraße, vom Zillerplatz aus)
  - Zillerplatz
  - Nr. 15: 1897/1898: Wohn- und Geschäftshaus Ernst August Große
  - Nr. 16: 1907: Villa Zillerstraße 16 (kein Denkmal, Architekt Max Steinmetz)
  - Nr. 21: 1896/1897: Mietvilla Ernst Robert Richter

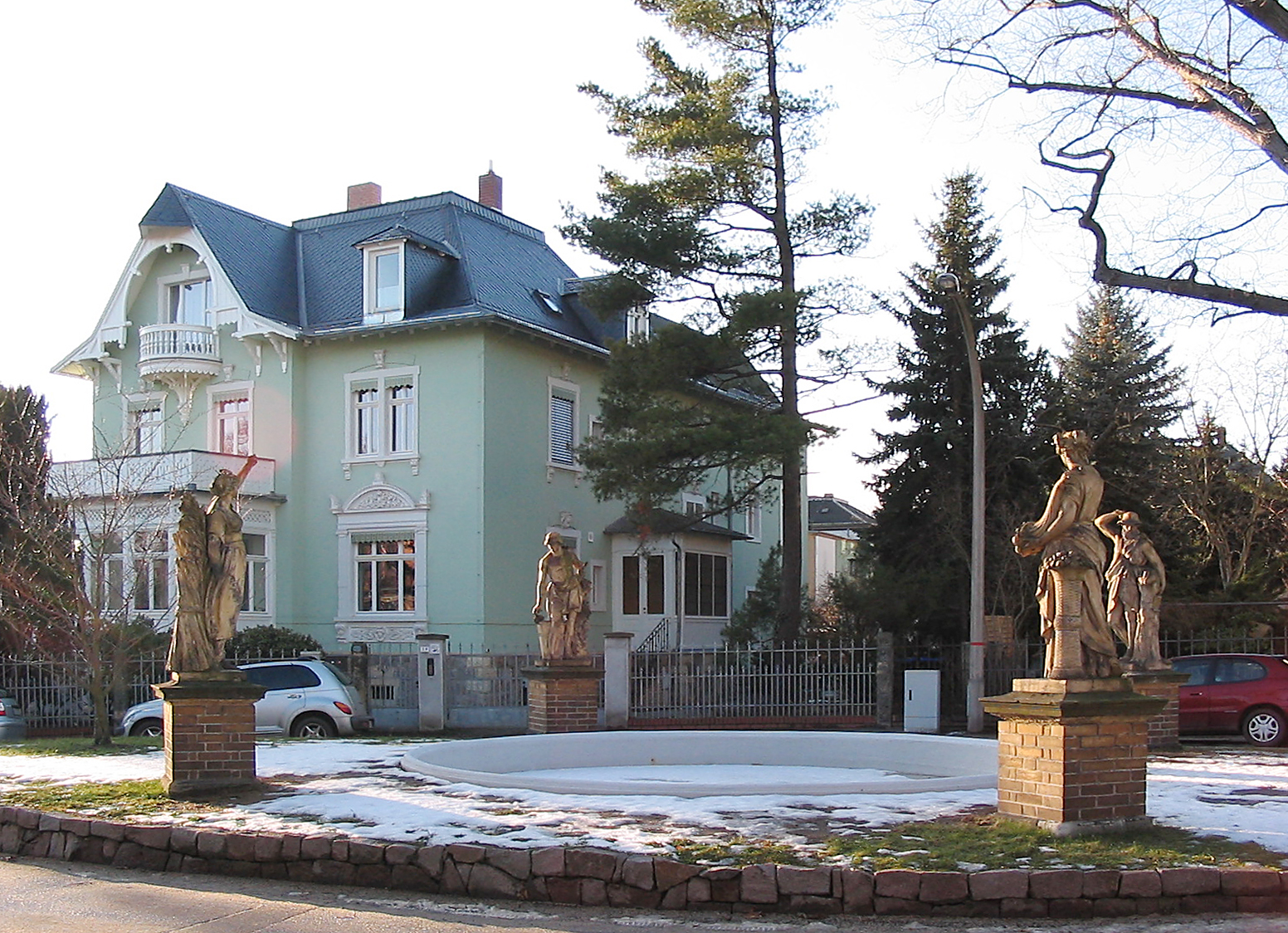
Mietvilla Dr.-Schmincke-Allee 19, am südwestlichen Rand des Fontainenplatzes, Winter 2009, Brunnenbecken frisch saniert und mit für den Winter abgeschalteter Fontänentechnik.

- ab 1876: Dr.-Schmincke-Allee (Serkowitz, nördlich der Meißner Straße. Der südlich gelegene Teil wurde durch F. W. Eisold bebaut, die sich die dortige Nr. 1a (Villa Engel) von den Gebrüdern Ziller entwerfen ließen.)[8][26]
  - Nr. 10: 1892–1896: Villa Dr.-Schmincke-Allee 10 (spätestens ab 1898 im Besitz des Schriftstellers Alfred Pasternak (Ehefrau Luise Pasternak))
  - Nr. 11: 1893: Villa Emma
  - Nr. 13: 1892/1893: Villa Dr.-Schmincke-Allee 13
  - Nr. 16: 1891–1893: landhausartige Villa Dr.-Schmincke-Allee 16
  - Nr. 17: um 1892: Villa Dr.-Schmincke-Allee 17 (ähnlich wie Nr. 22, kein Denkmal)
  - Nr. 19: 1892–1894: Mietvilla Dr.-Schmincke-Allee 19 (ab 1948 Sitz des Neumann Verlags)
  - Fontainenplatz mit einem Brunnen und der Figurengruppe Vier Jahreszeiten (Firma Ernst March, Charlottenburg, 1880 durch Moritz Ziller als Katalogware erworben)
  - Nr. 21: 1892/1893: Mietvilla Dr.-Schmincke-Allee 21 (Pendant zu Nr. 19)
  - Nr. 22: 1892: Villa Dr.-Schmincke-Allee 22 (ähnlich wie Nr. 17)
  - Nr. 23: 1891: landhausartige Villa Dr.-Schmincke-Allee 23 (ursprünglich ähnlich qualitätvolle Fassade wie Nr. 16)
  - Nr. 27: um 1890: Mietvilla Dr.-Schmincke-Allee 27 (kein Denkmal)

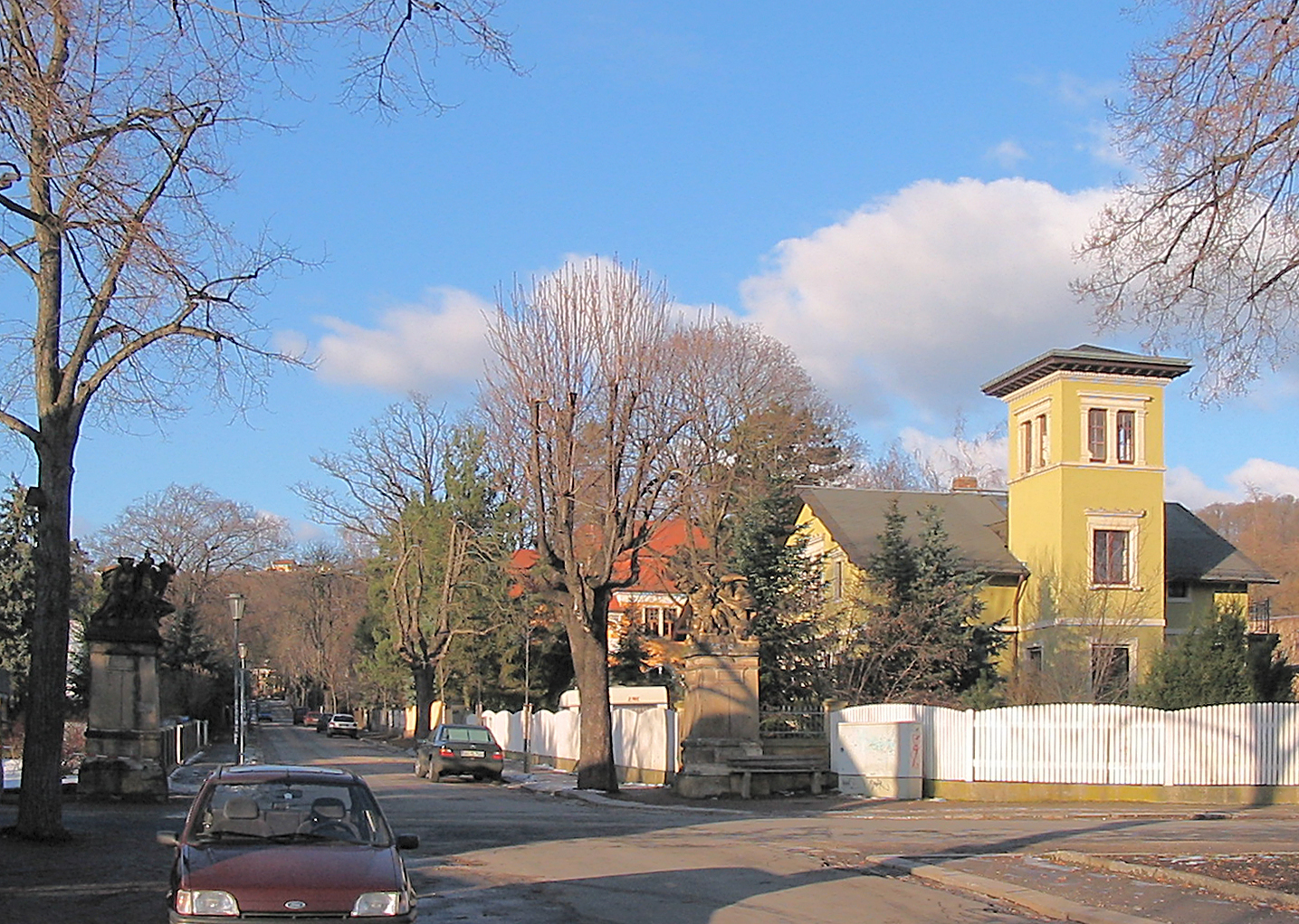
Blick vom Alvslebenplatz auf die beiden Figurengruppen von Ernst March am Beginn der ehem. Sophienstraße, rechts der Sophienhof

- ab 1877: ehemalige Sophienstraße (Teil der heutigen Eduard-Bilz-Straße (Nrn. unger. 21–37, ger. 32/32a–46), Oberlößnitz)[26]
  - Figurengruppe beidseitig des Straßeneingangs (von Ernst March, Charlottenburg)
  - Nr. 21: 1877: Sophienhof (ehem. Sophienstraße 1)
  - Nr. 23: 1905/1906: Landhaus Eduard-Bilz-Straße 23 (Architekt Max Steinmetz)
  - Nr. 27: 1877: Villa Eduard-Bilz-Straße 27 als Gruppenbau
  - Nr. 31: 1878: Villa Eduard-Bilz-Straße 31 (gleich mit Nrn. 33, 35)
  - Nr. 33: 1878: Villa Claudia, Eduard-Bilz-Straße 33 (gleich mit Nrn. 31, 35)
  - Nr. 34: 1882/84: Villa Otto Hennig (Marie Zillers Elternhaus)
  - Nr. 35: 1880: Villa Eduard-Bilz-Straße 35 (gleich mit Nrn. 31, 33; noch mit vollständiger Fassadengliederung)
  - Nr. 36: 1886: Villa Eduard-Bilz-Straße 36 (Hedwig von Schreibershofen; ehem. Sophienstraße 6)
  - Nr. 37: 1878: Haus Rudell (ehem. Sophienstraße 17)
  - Nr. 42: ca. 1885: Villa Eugenie
  - Nr. 44: 1888: Villa Falkenstein
  - Nr. 46: 1885/1886: Villa Sonnenhof (ehem. Sophienstraße 18)

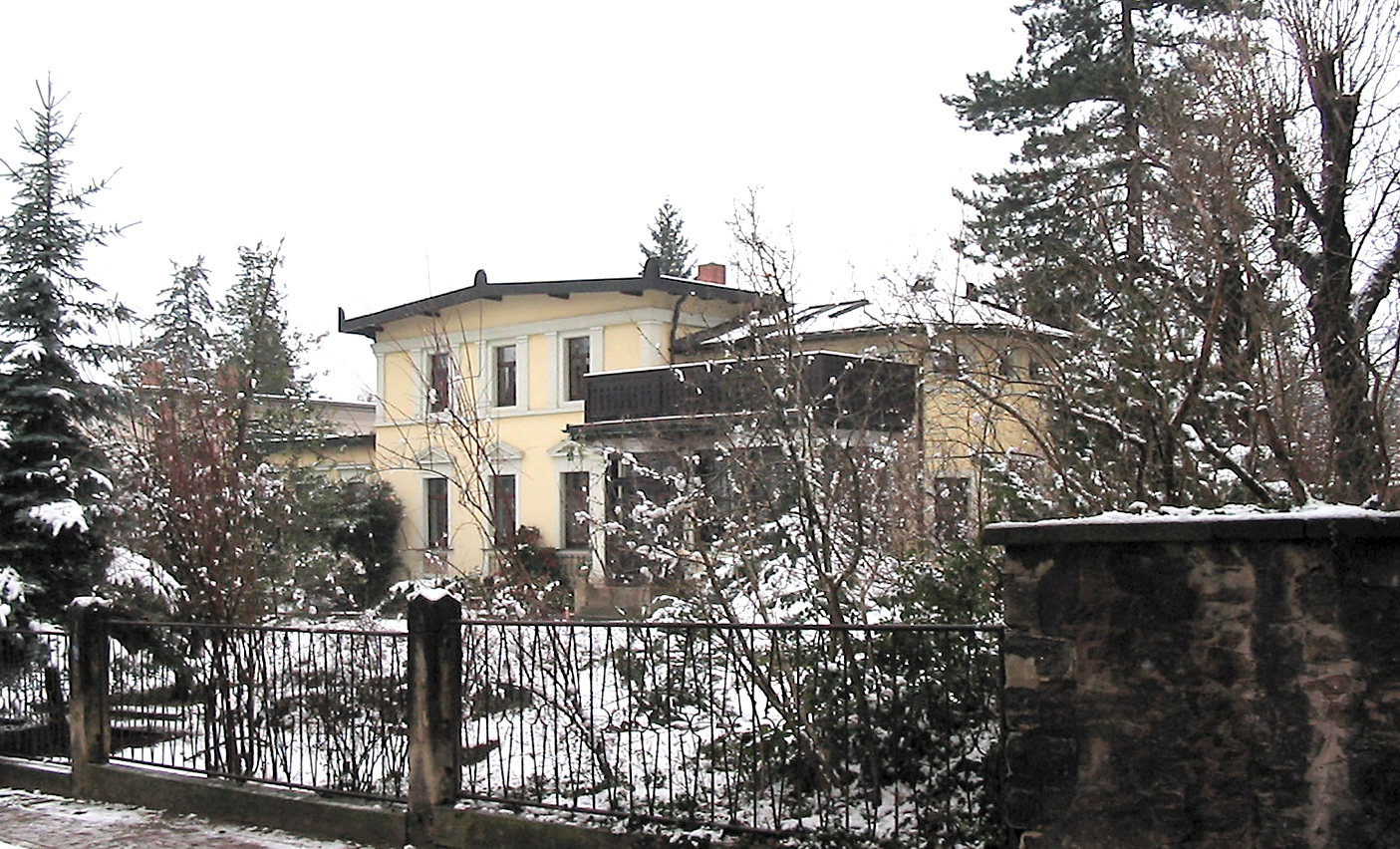
Villa Agnes, Gartenseite im Süden

- ab 1879: Nizzastraße (Oberlößnitz)[26]
  - Nr.   6: 1880/1881: Villa Nizzastraße 6
  - Nr.   7: 1879/1880: Villa Nizzastraße 7
  - Nr.   9: 1879/1880: landhausartige Villa Nizzastraße 9 (ähnlich den Nrn. 11, 12 und 13)
  - Nr. 10: 1883: landhausartige Villa Nizzastraße 10
  - Nr. 11: 1879/1880: landhausartige Villa Nizzastraße 11 (ähnlich den Nrn. 9, 12 und 13; von 1891 bis 1893 der Wohnsitz der jüngeren Schwester Pauline Ziller als „Privata“[27])
  - Nr. 12: 1880/1881: landhausartige Villa Nizzastraße 12 (ähnlich den Nrn. 9, 11 und 13)
  - (Nr. 13): 1879: Villa Agnes (heute Lößnitzgrundstraße 2. Von 1891 bis 1895 der dritte Radebeuler Wohnsitz des Schriftstellers Karl May.)
  - Nr. 30: 1891/1892: Villa Nizzastraße 30

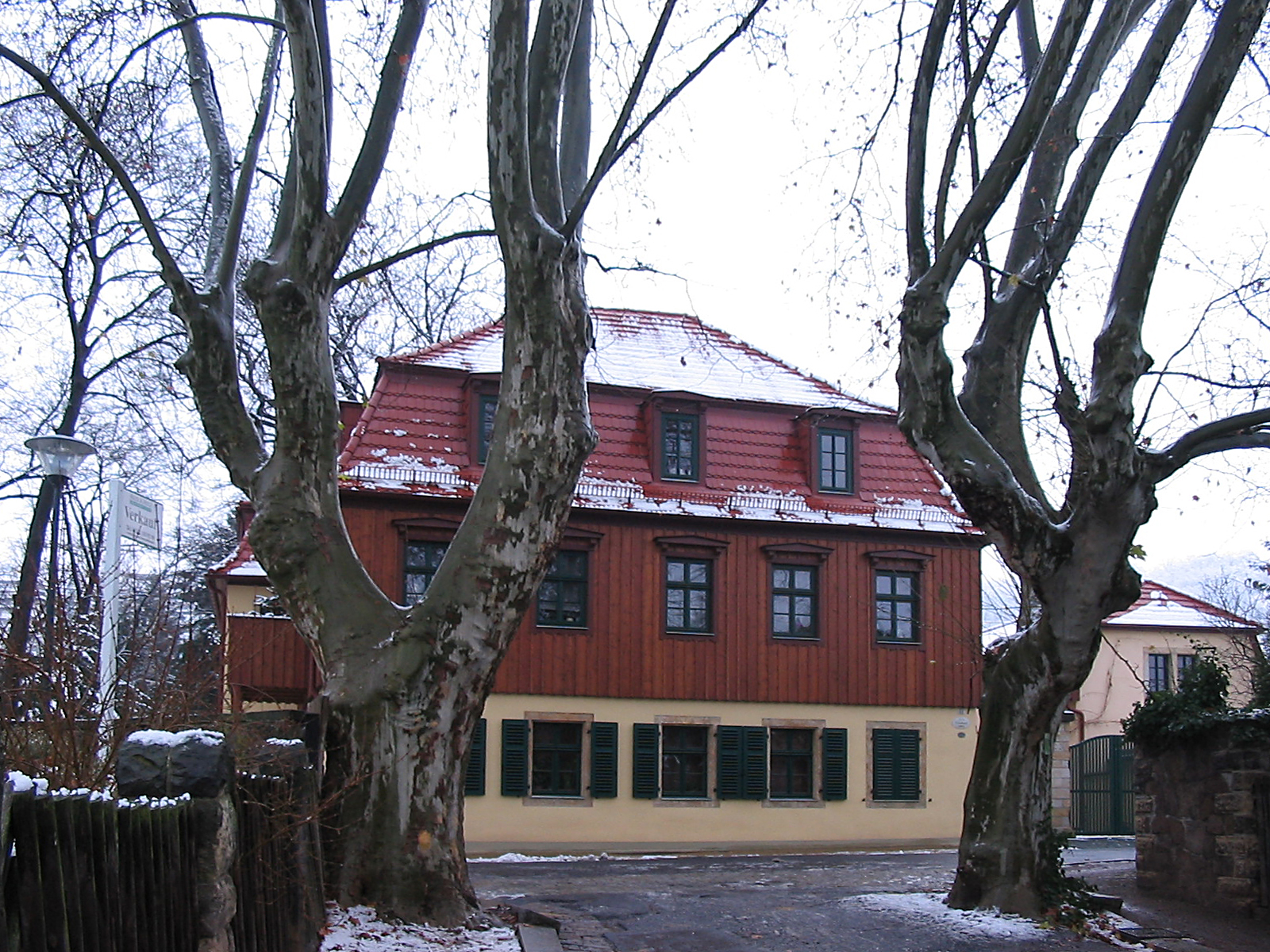
Haus Friedland, von der Friedlandstraße aus

- ab 1880: Friedlandstraße (Oberlößnitz, benannt nach dem vor Kopf stehenden Haus Friedland)[26]
  - Nr.   1: 1880: villenartiges Landhaus Friedlandstraße 1 (1904/1906 durch Paul Ziller aufgestockt und umgebaut)
  - Nr.   3: 1881: Neubau[28]
  - Nr.   4: 1887: Villa Emilie
  - Nr.   5: 1881: Neubau[28][29]
  - Nr.   6: 1888: Neubau[28]
  - Nr.   8: 1887: Neubau[28]
  - Nr. 10: 1885: Landhaus Friedlandstraße 10 (1927 durch den Fabrikanten Otto Baer umfänglich umgebaut)
  - Nr. 12: 1885: Neubau[28]
- ab 1886: Gellertstraße (Radebeul)[26]
  - Nr.   2: 1886: Villa Gellertstraße 2
  - Nr.   3: 1891: Gutenberghaus
  - Nr.   6: 1888: Mietvilla Marie Johanna Loebel
  - Nr.   7: 1888: Villa Selma
  - Nr.   9: 1888/1890: Villa Gellertstraße 9
  - Nr. 15: 1887: Priv. Lehrinstitut für Töchter höherer Stände, Inh. Johanna Rudorf
  - Nr. 18: 1889/1890: Apotheke zu Radebeul, bis 2014 Alte Apotheke, Inh. Carl Gustav Georgi[28]
- ab 1889: ehemalige Moritzstraße (östlicher Teil der Planstraße XI, heute Hölderlinstraße, Radebeul) auf dem ehemaligen Ackerland „Oberzeilen“[26]
  - Nr.   1: 1890/1892: Mietvilla Hölderlinstraße 1
  - Nr.   2: 1889/1891: landhausartige Villa Lilys Heim
  - Nr.   4: 1890/1891: landhausartige Villa Hölderlinstraße 4 (gleich mit Nr. 8)
  - Nr.   8: 1891/1892: landhausartige Villa Hölderlinstraße 8 (gleich mit Nr. 4)
  - Nr.   9: 1892/1894: landhausartige Villa Hölderlinstraße 9

### Gustav Ziller (nach 1895)

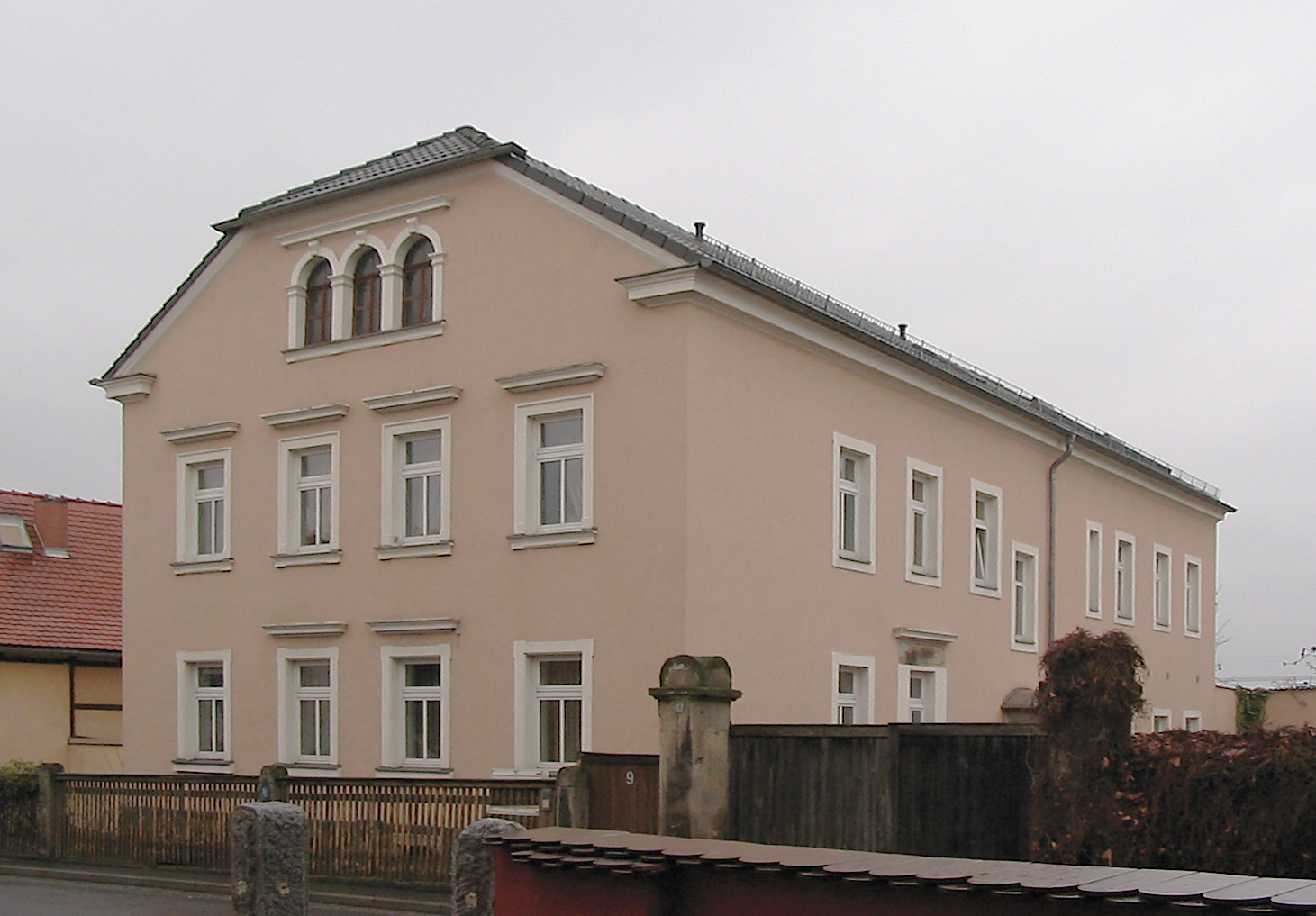
Bauerngut Nr. 8 in Radebeul, heute Dreiseithof an der Kaditzer Straße 9: Haupthaus aus dem Jahr 1898

- 1895/1896: Stall des Gehöfts Am Kreis 14 in Alt-Radebeul
- 1895/1896: Mietshaus Ludwig August Albert Stock in Serkowitz, Schumannstraße 21
- 1895/1898: Forsthaus in Alt-Radebeul, Meißner Straße 29 (Mietshaus mit Gaststätte „Zum Forsthaus“)
- 1896: Aufstockung des Pressraumanbaus am Bennoschlösschen in Oberlößnitz, Bennostraße 35
- 1896: Kinderheim auf dem Gelände der Diakonissenanstalt „Bethesda“
- 1896: Villa Johann August Möbius in Alt-Radebeul, Schumannstraße 5
- 1896: Villa August Ramm in Niederlößnitz, Paradiesstraße 18
- 1896/1903: Villa Ernst Berthold in Serkowitz, Wasastraße 49
- 1897: Villa Gustav Adolph Haenssel in Alt-Radebeul, Schumannstraße 3
- 1897/1898: Laboratoriumsanbau Villa Anna Zischer in Oberlößnitz, Bennostraße 29
- 1898: Neubau des Haupthauses Dreiseithof Kaditzer Straße 9 (als Bauerngut Nr. 8 von Johann Christian Ziller im Jahr 1800 erworben, die „Wiege“[30] der Lößnitz-Baumeister Ziller)
- 1898: Villa Antonie Henrici in Oberlößnitz, Augustusweg 43

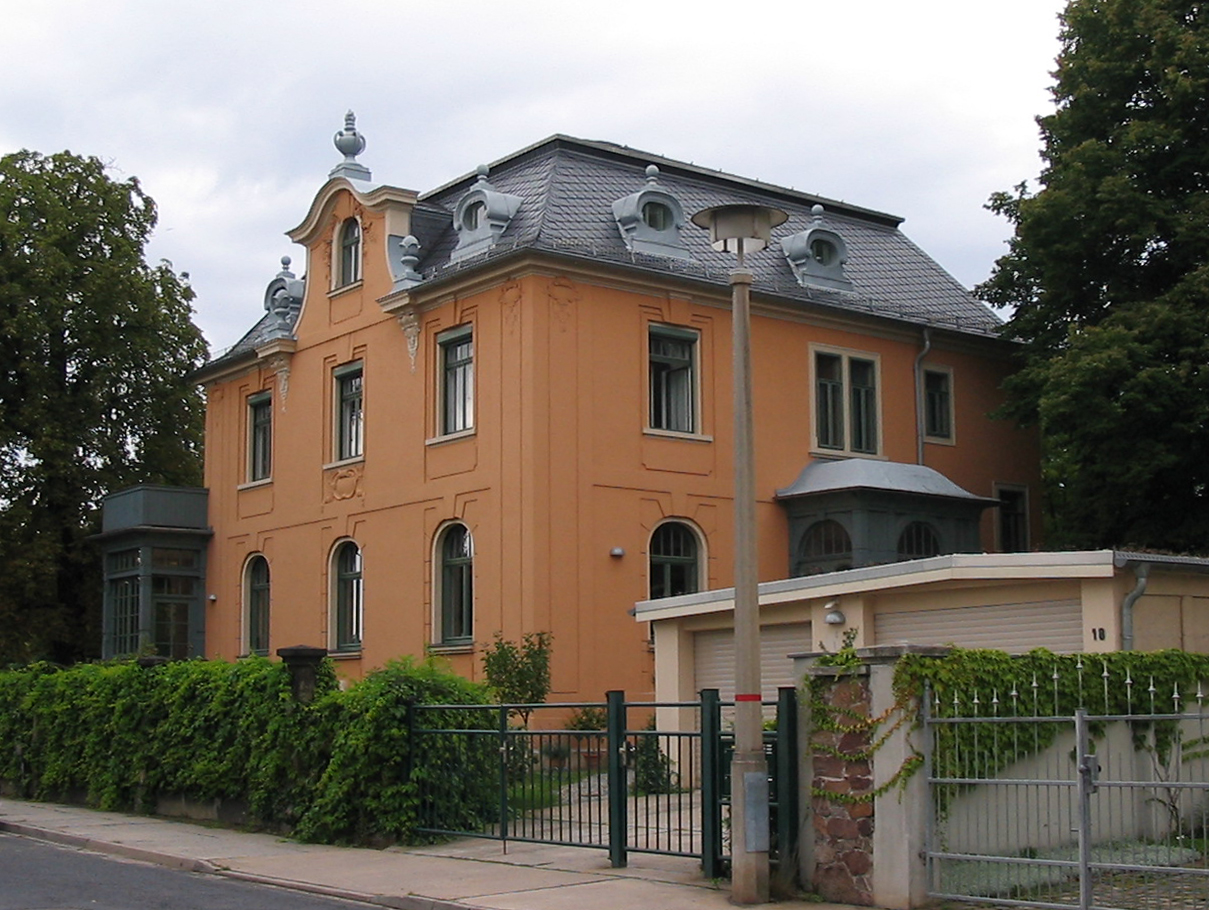
Villa von August Koebig

- 1898/1900: Mietvilla Wasastraße 68 in Serkowitz
- 1899/1900: Mietvilla Emil Reibestein in Niederlößnitz, Paradiesstraße 26
- 1899/1900: Mietvilla Wasastraße 59 in Serkowitz
- 1899/1900: Villa Rosenstraße 16 in Serkowitz
- 1900/1901: Villa Koebig in Alt-Radebeul, Schillerstraße 18 (Architekt: Oswald Haenel)
- 1900/1901: Villa Rosenstraße 9 in Serkowitz
- 1900/1901: Mietvilla Wasastraße 67 in Serkowitz
- 1900/1902: Villa Trauteck in Serkowitz, Bergblick 3

### Paul Ziller (der jüngste Bruder, 1901)
Der jüngste Bruder Paul übernahm nur kurz die Leitung, ob Wochen oder Monate ist unklar, um sie dann wegen geschäftlicher Verwicklungen an seine Schwägerin abzugeben.

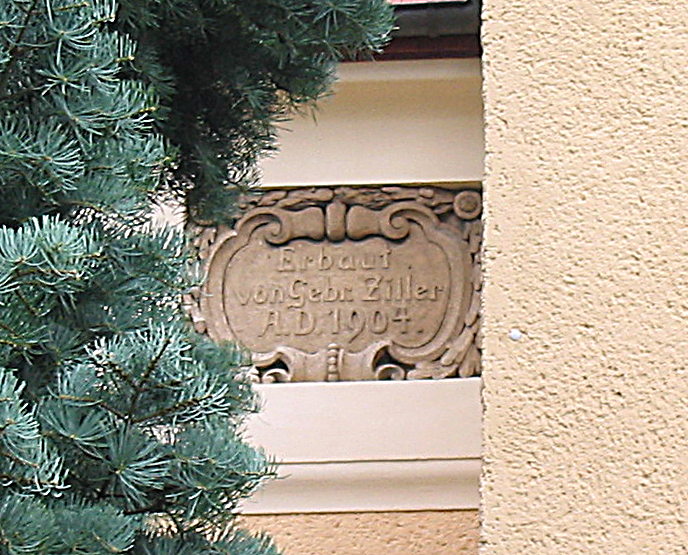
Villa Rosenstraße 18, Kartusche

### Marie Ziller (Gustavs Witwe, 1901–1910)

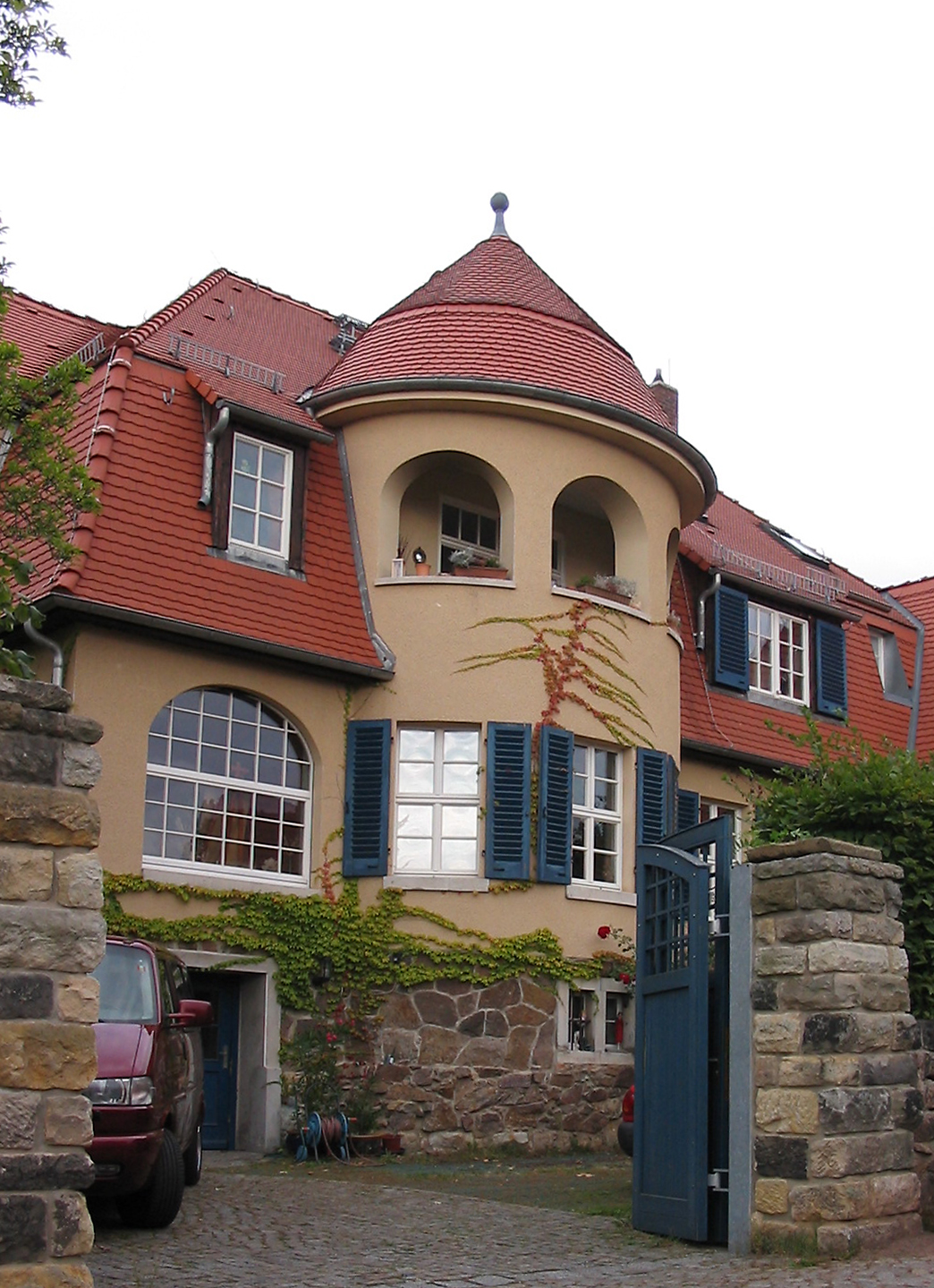
Landhaus für Richard Lange

- 1901/1902: Rosegger-Schule in Serkowitz, Wasastraße 21 (Entwurf: Otto Foerster)
- 1901–1903: Mietshaus Schumannstraße 24 in Serkowitz
- 1902: Verandaanbau Mietvilla Pestalozzistraße 12 in Alt-Radebeul
- 1903: Elektrizitätswerk Niederlößnitz, Haus A in Wahnsdorf, Lößnitzgrundstraße 46, 48
- 1903: Bauausführung May-Grabmal (Architekt Paul Ziller)
- 1903/1904: Landhaus Paul Michael in Serkowitz, Wasastraße 55 (Architekt B.D.A. Max Steinmetz)
- 1903/1904: Landhaus Wasastraße 64 in Serkowitz (Architekt Max Steinmetz)
- 1904/1905: Villa Rosenstraße 18 in Serkowitz (Architekt Max Steinmetz)
- 1905/1906: Landhaus Eduard-Bilz-Straße 23 in Oberlößnitz (Entwurfsunterzeichner Max Steinmetz, als Entwerfer Oskar Menzel vermutet)
- 1906/1907: Teilleistungen Steinbachhaus in Serkowitz, Steinbachstraße 21 (Erd- und Maurerarbeiten am Hauptgebäude)
- 1907: Haus Steinmetz in Serkowitz, Rosenstraße 11 (Architekt und Eigentümer Max Steinmetz)
- 1909: Landhaus Kurt Albrecht in Oberlößnitz, Augustusweg 82 (Entwurf Architekt Max Steinmetz, Bauausführung bis 1912 durch Baufirma Ernst Mehlig)
- 1909/1910: Villa Lange in Oberlößnitz, Weinbergstraße 32, 32a (Architekt Max Steinmetz, Wohnsitz des Uhrenfabrikanten Richard Lange)
- 1909/1910: Landhaus Oskar Nitzsche in Oberlößnitz, Eduard-Bilz-Straße 62 (Architekt Max Steinmetz)
- 1909/1910: Landhaus Arno Faber in Alt-Radebeul, Freiligrathstraße 6 (Architekt Max Steinmetz)
- 1910: Landhaus Bernhard Kraetzner in Serkowitz, Mozartstraße 6 (Architekt Max Steinmetz)

### Max Steinmetz (Atelier für Architektur und Baugeschäft der Firma Gebrüder Ziller, 1911)
- vor 1912: Entwurf „neue“ Marienschule in Niederlößnitz, Borstraße 28 (auf dem Grundstück des Lydiahauses, 1991 abgerissen) (vermutete Zuordnung)